# Ингушетия
Почтовые марки России

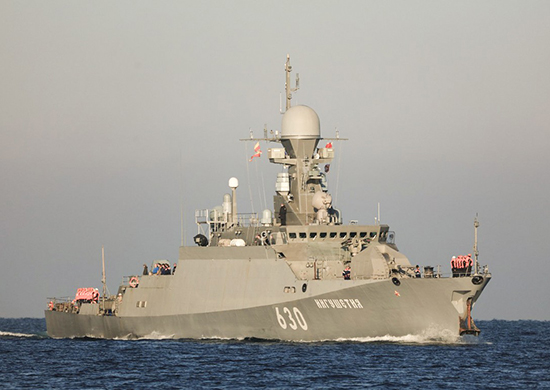
Малый ракетный корабль «Ингушетия»

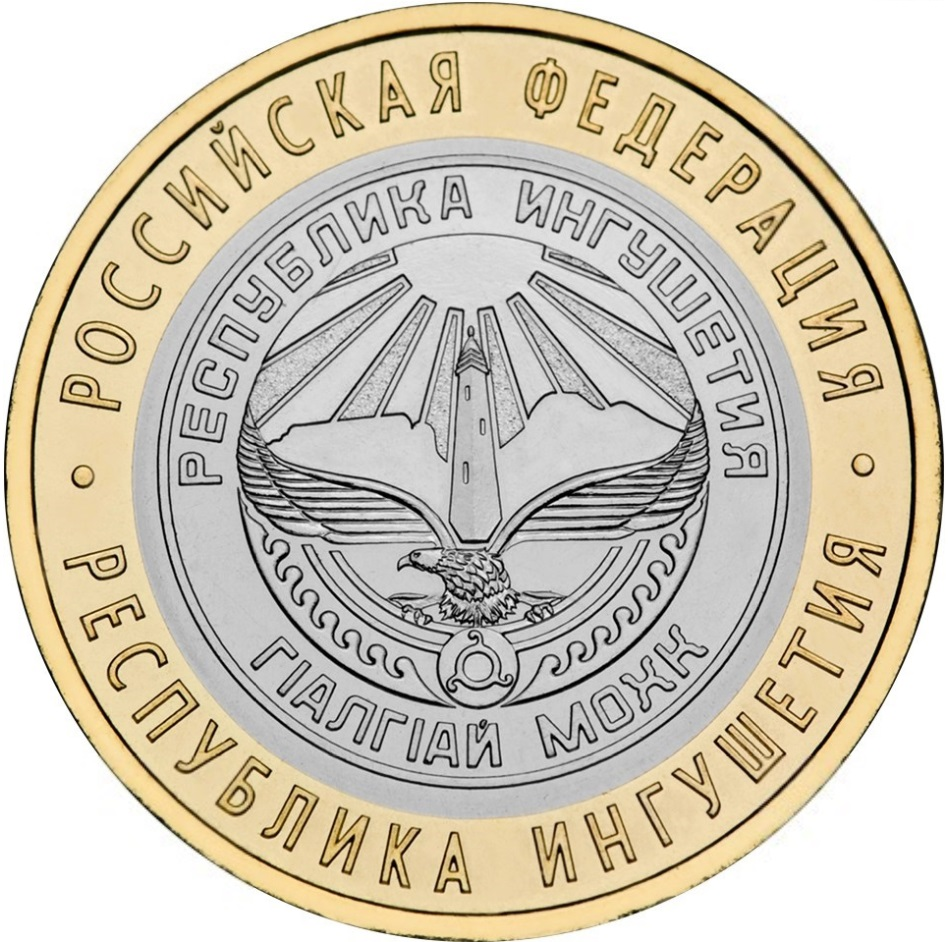
Памятная монета Банка России номиналом 10 рублей (2014)

Ингуше́тия (ингуш. ГӀалгIай Мохк), официальное название — Респу́блика Ингуше́тия (ГӀалгIай Мохк) — субъект Российской Федерации, республика в её составе. Входит в состав Северо-Кавказского федерального округа, является частью Северо-Кавказского экономического района.
Столица — город Магас.
На западе граничит с Северной Осетией, на востоке — с Чеченской Республикой, на юге — с краем Мцхета-Мтианети Грузии, участок границы с которой одновременно является участком государственной границы Российской Федерации.
Создана 4 июня 1992 года.
Самый малый по площади регион Российской Федерации, не считая городов федерального значения.

## Этимология
Название республики происходит от русского наименования народа — ингуши (от названия ингушского селения Ангушт) и от грузинского суффикса -е́ти, что в сумме означает «место, где живут ингуши». В научной литературе для обозначения региона также использовались такие названия, как: «Дзурдзукетия», «Кистетия», «Глигви», «Гелиа», «Галга», «Ингушия». Этноним «ингуши» получил своё распространение с XVII века. Самоназвание народа — галгай (гӀалгӏай) имеет древнее происхождение. Оно чаще всего связывается с термином «га́ла» (гӏа́ла) — башня и переводится как «строитель/житель башен». Некоторые исследователи считают, что данный этноним происходит от имени древнеингушского божества Гела или Гала. Также высказывалось мнение о связи термина галга с этнонимом в шумерском языке, которым шумеры называли население Шумера, известное в науке как су, субир, хурриты, что означал — «мудрецы».

## Физико-географическая характеристика

### География

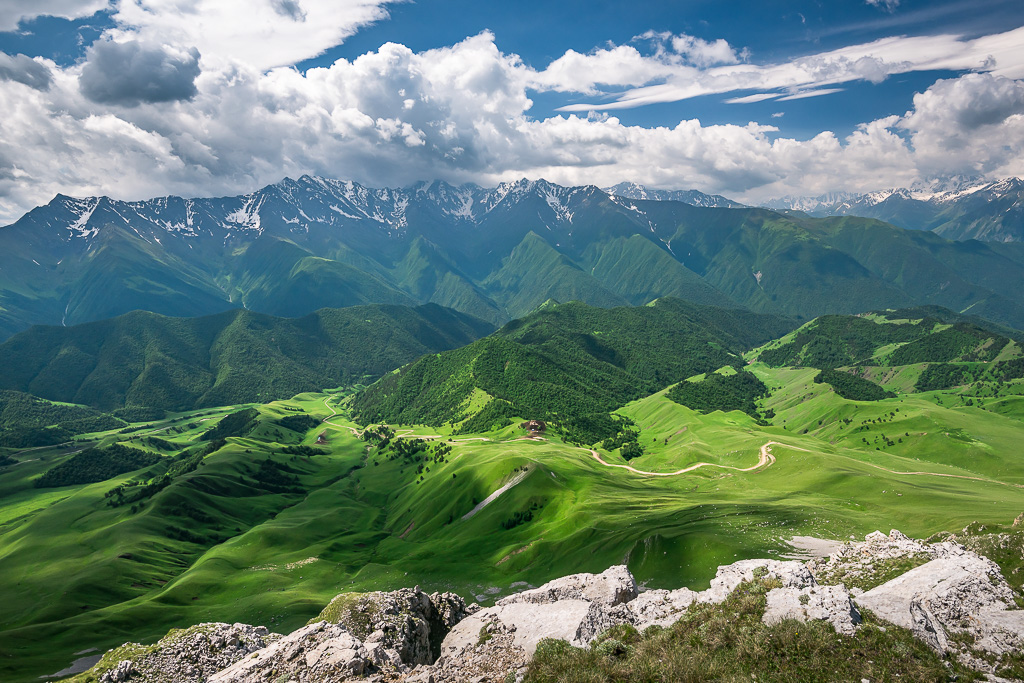
Кавказские горы в Ингушетии

Ингушетия расположена на северных склонах предгорья Большого Кавказского хребта (в центральной его части) и на прилегающих к нему малых хребтах Терском, Сунженском и Скалистом.
Протяжённость с севера на юг составляет 144 км, с запада на восток — 72 км.

### Рельеф

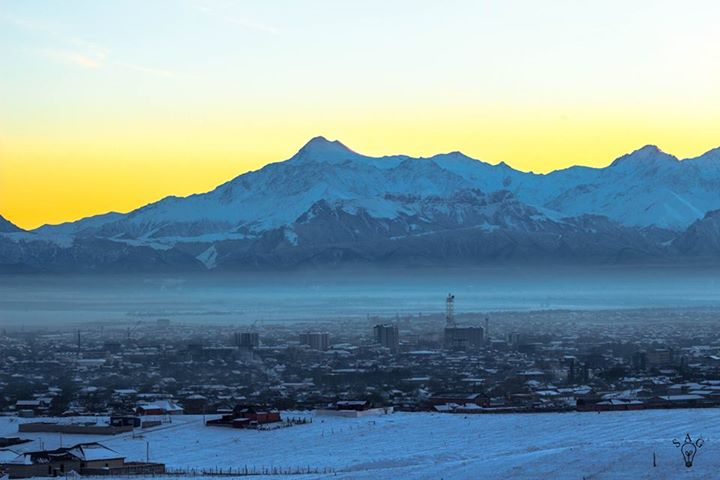
Вид на гору Казбек (Башлоам-корт)

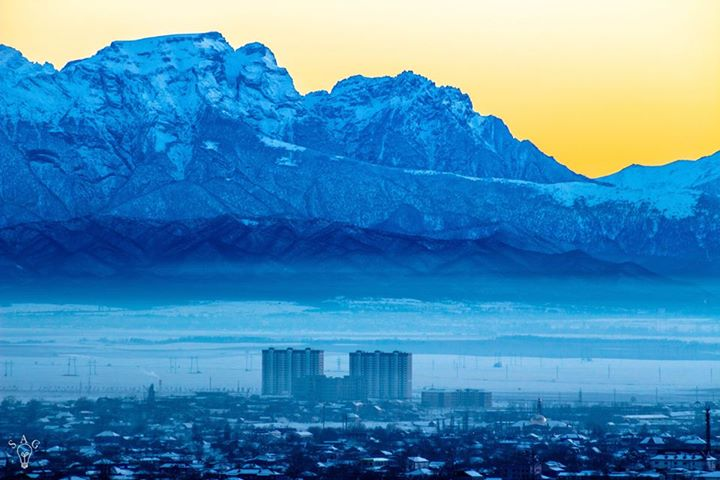
Гора Столовая (Мятлоам)

В северных районах рельеф степной, на юге — горный, состоящий из хребтов, разделённых долинами и ущельями. В северных районах располагается часть Сунженской и Алханчуртской долины, в центральных — долины рек Сунжи и Ассы, южная часть республики занята Кавказскими горами.
Самая высокая точка — гора Шан (4451 м). Другие высокие точки в горной Ингушетии: Цейлом (3171 м), Цорейлам (3000 м). Протяжённость Кавказских гор — 50 км.

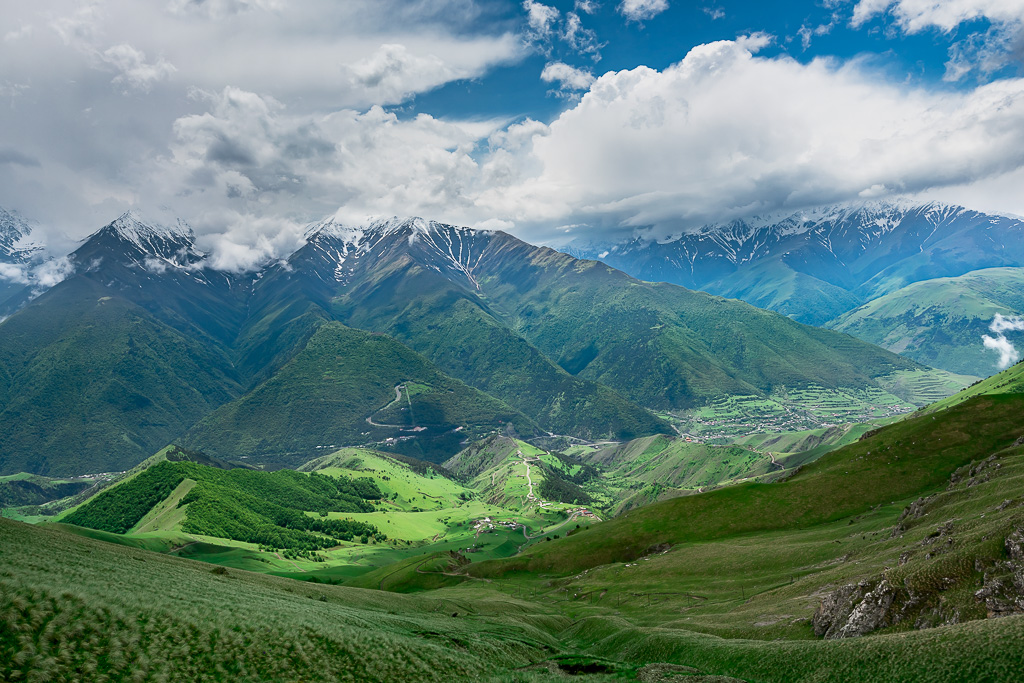
Горный пейзаж Ингушетии
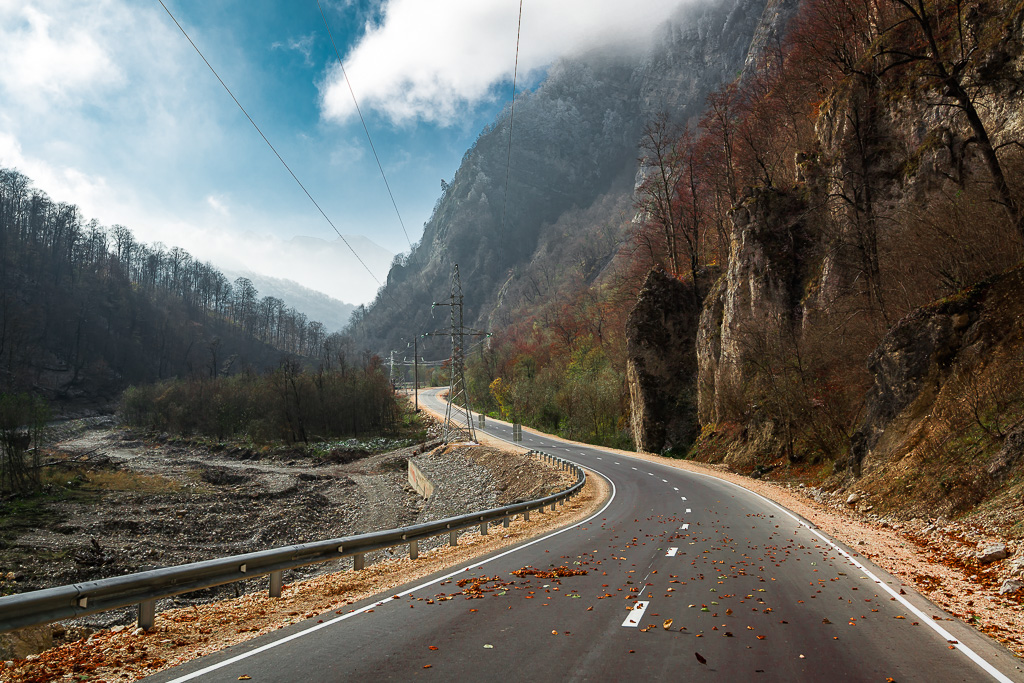
Ассинское ущелье
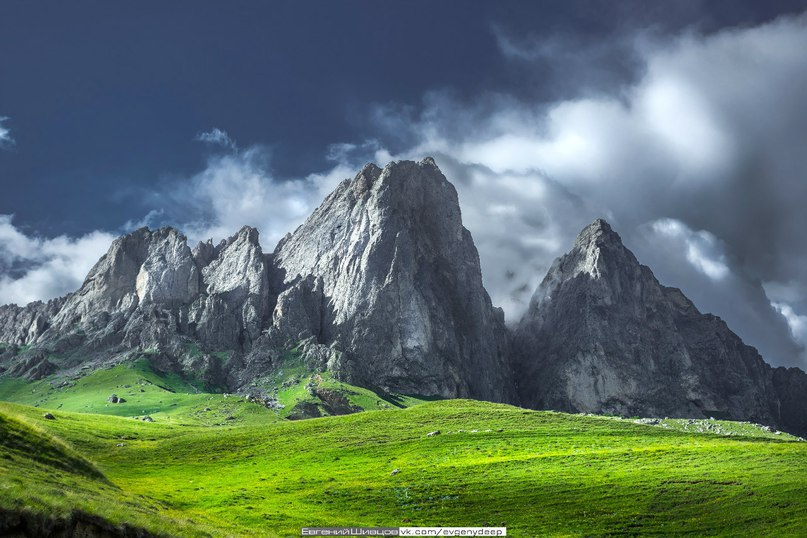
Цейломский хребет
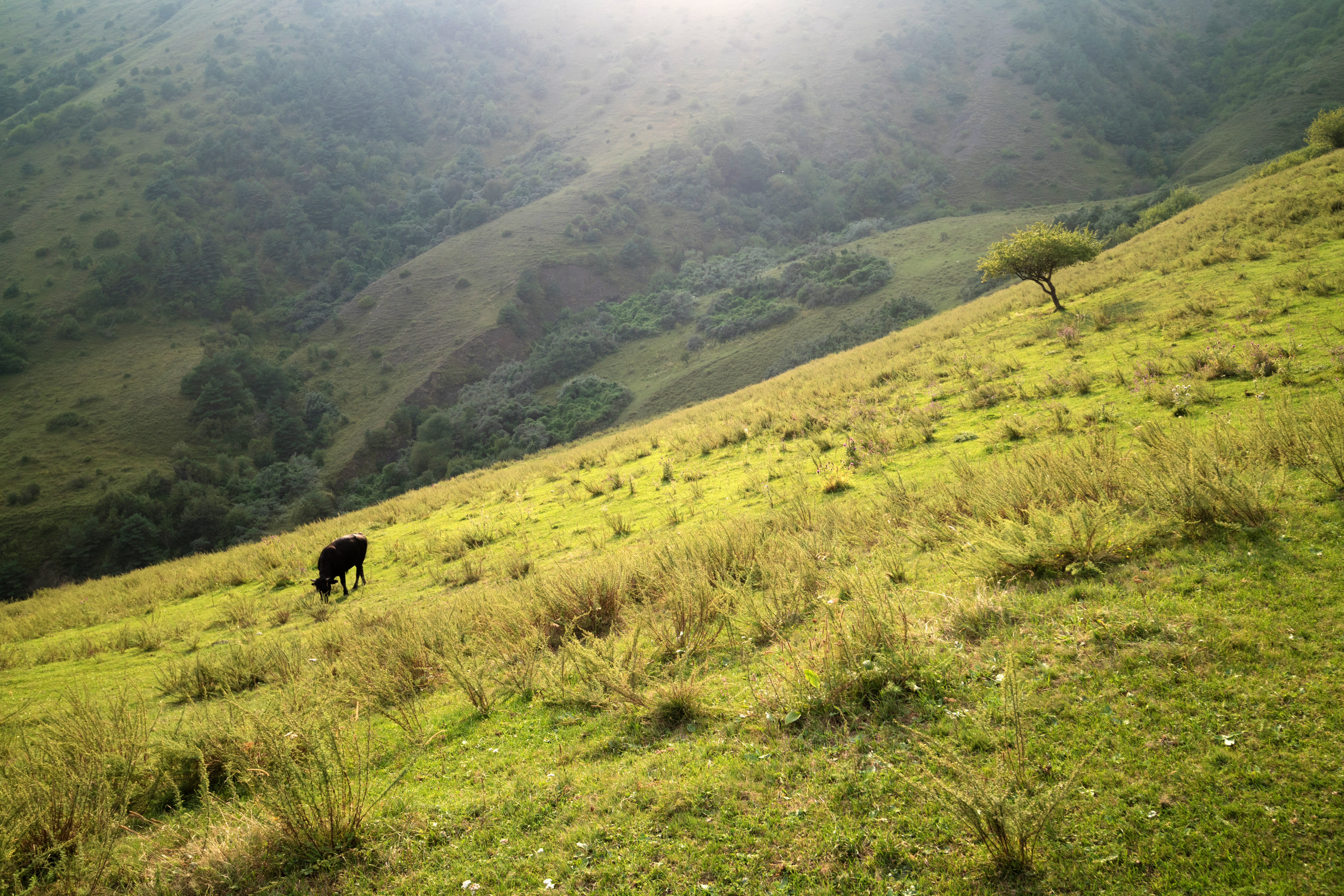
Долина реки Армхи

### Часовой пояс
Ингушетия находится в часовой зоне МСК (московское время). Смещение применяемого времени относительно UTC составляет +3:00.

### Климат
Климат континентальный, высокогорный; зависит от высоты над уровнем моря. Средние температуры января — от +3 до +10 °C, июля — +21...+23 °C. Осадков — до 1200 мм в год.

### Гидрография

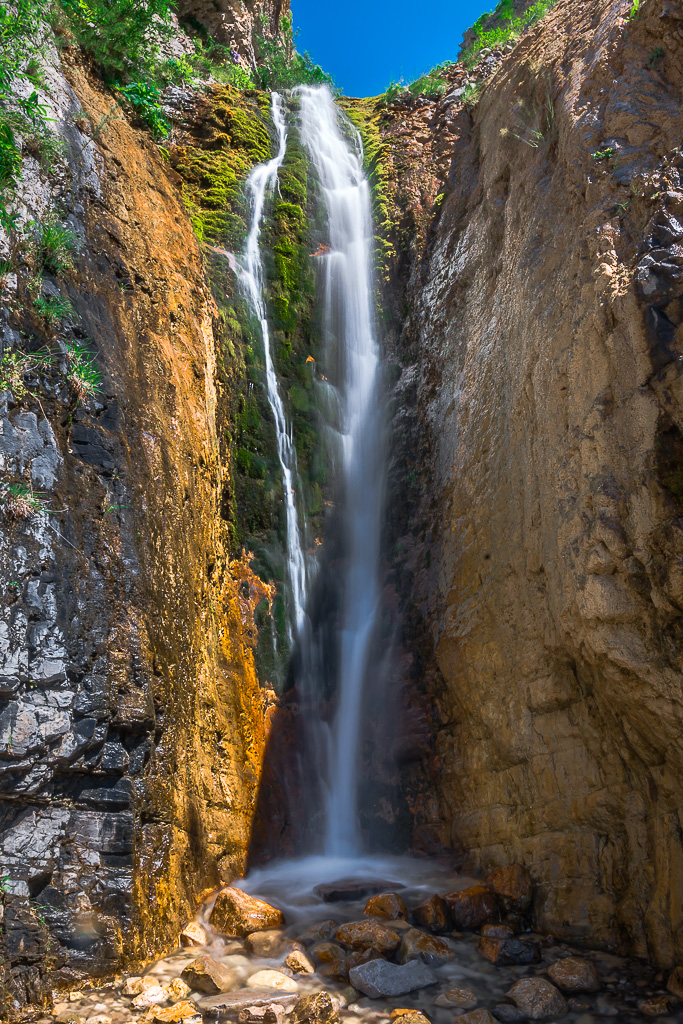
Фуртоугский водопад

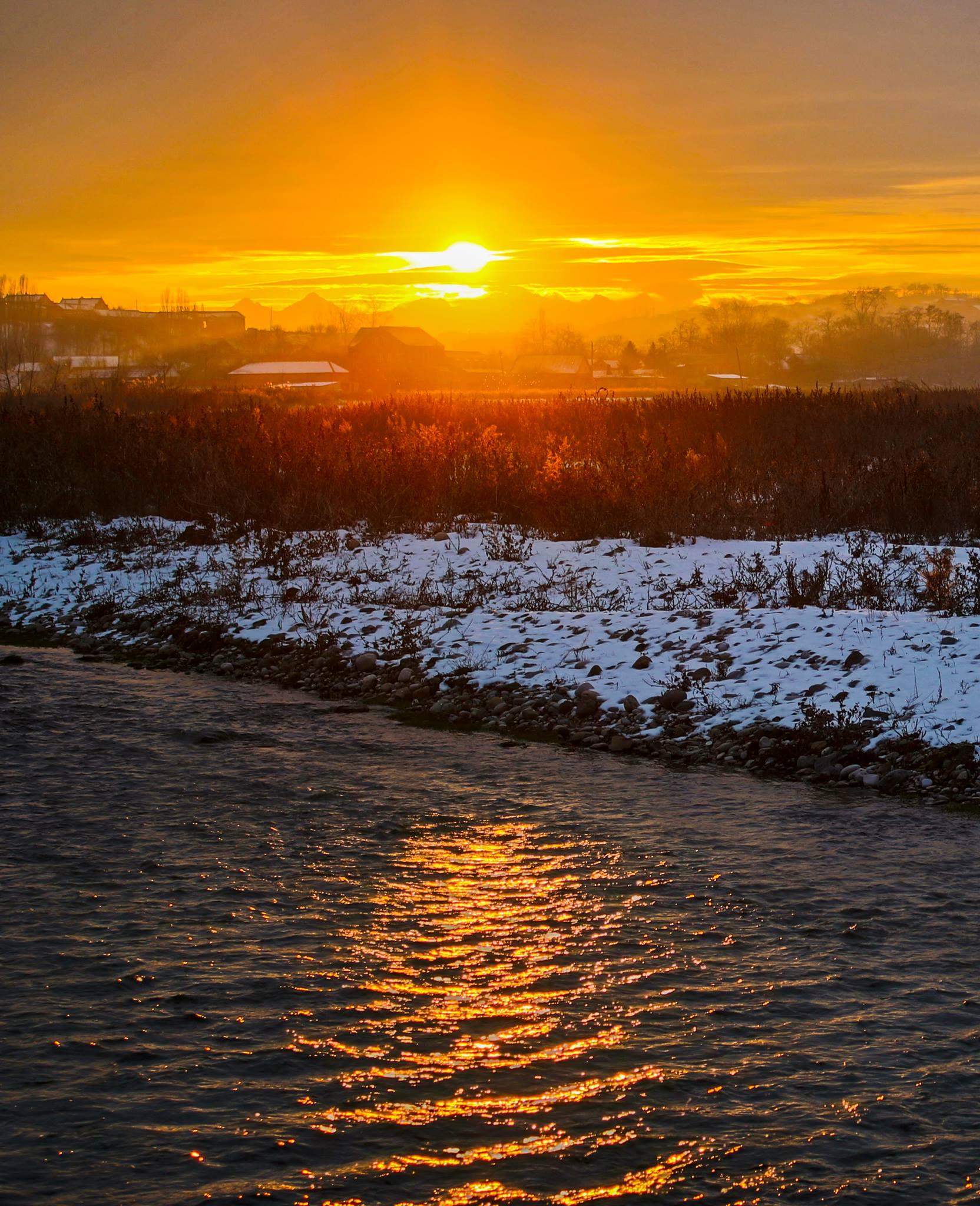
река Сунжа

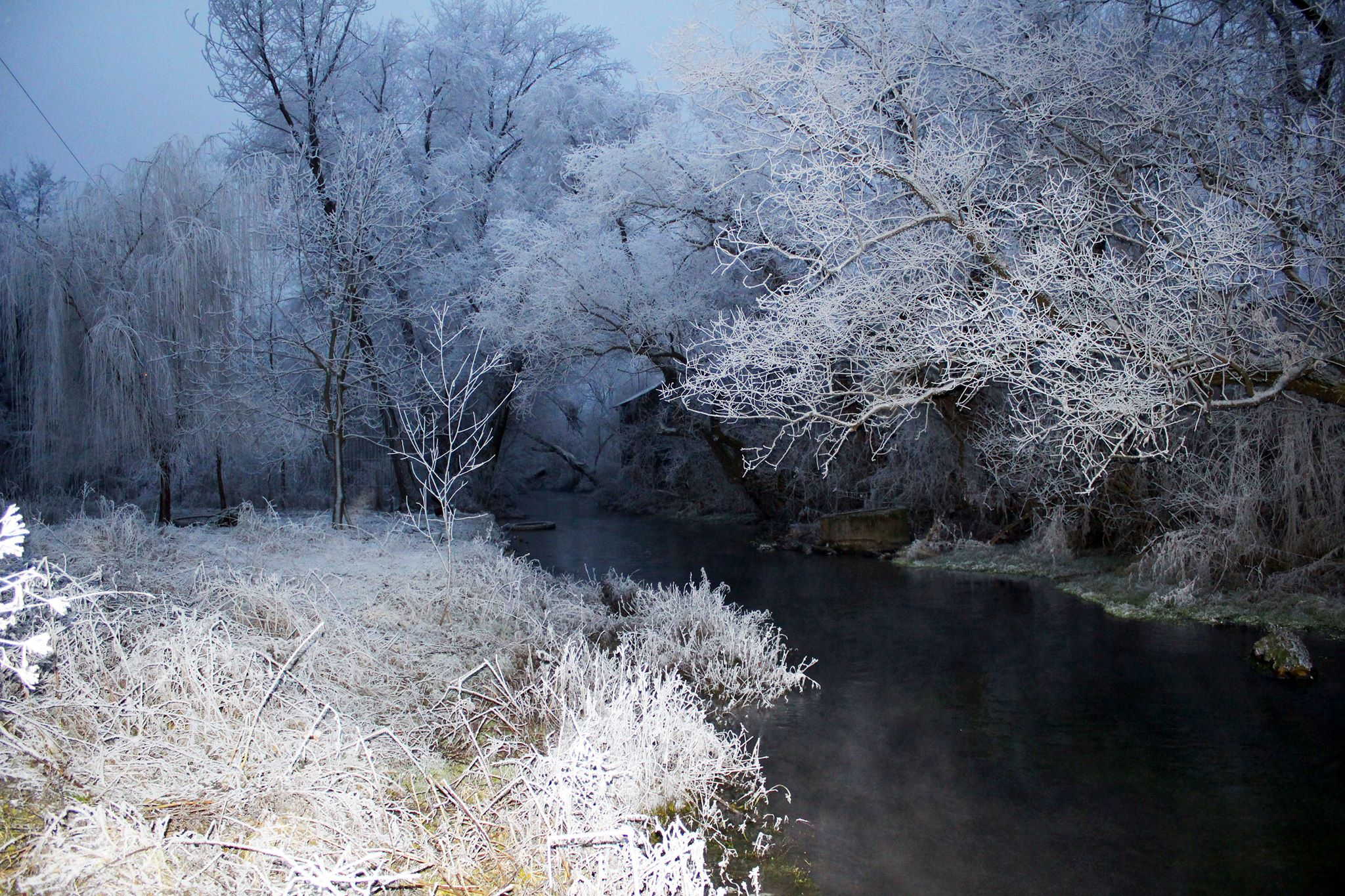
река Назранка

Гидрографические объекты, находящиеся полностью или частично на территории Республики Ингушетия, имеют неравномерное распределение и значительно различаются по физико-географическим условиям, что связано с неоднородностью рельефа Ингушетии — часть республики занимают горы и возвышенности, а часть — равнины и низменности. Рельеф определяет и особенность природных областей Ингушетии — с юга на север они сменяются от высокогорных до полупустынных. Республиканские водные ресурсы активно используются в хозяйственной деятельности человека, а также гидротехнически обустраиваются — на севере Ингушетии имеется развитая ирригационная система.
Реки
В соответствии с Государственным водным реестром РФ все реки Ингушетии входят в речной бассейн Каспийского моря междуречья Терека и Волги (цифровой код — 02), относящийся к Западно-Каспийскому бассейновому округу (цифровой код — 07). Согласно данным правительства Ингушетии, на территории республики находится 720 бассейнов средних и малых рек, суммарная протяжённость всех рек республики превышает 1350 километров, в среднем на каждый квадратный километр площади приходится свыше 590 м речной сети. Эти гидрографические показатели являются одними из самых высоких в масштабе Северо-Кавказского федерального округа РФ.
Крупнейшей водной артерией Северо-Восточного Кавказа является Терек, однако, по Ингушетии река протекает лишь на небольшом отрезке на юге республики вдоль границы с Северной Осетией (направление с юга на север; Джейрахский район). Основные реки Ингушетии — приток Терека река Сунжа (приоритетный водохозяйственный объект; направление с запада на восток; Назрановский и Сунженский районы, а также городские округа Магас, Назрань, Карабулак), приток Сунжи — река Асса (направление с юга на север; Сунженский и Джейрахский районы). Протекают также реки: Фортанга, Армхи, Ачалук, Джоли, Гулойхи, Футан, Чемульга, Камбелеевка. Общая площадь бассейна рек составляет 3073 км².
Водопады
- Ляжгинский водопад
- Фуртоугский водопад
- Эка-чожинский водопад
- Шоанский водопад

### Полезные ископаемые
О том, что земля, её недра и другие природные ресурсы используются и охраняются в Республике Ингушетия как основа жизни и деятельности проживающих в ней народов закреплено в статье 10 Конституции Республики Ингушетия. Также принят республиканский закон «О недрах» (8 февраля 1996 г.), который определяет основные принципы регулирования отношений, возникающих при геологическом изучении, использовании и охране недр республики, а также уничтожении отходов горнодобывающих и связанных с ними перерабатывающих производств. Сформирован Комитет природных ресурсов по Республике Ингушетия, который в пределах своих полномочий управляет государственным фондом недр Ингушетии. Определён порядок лицензирования при освоении месторождений.
Минерально-сырьевая база состоит из месторождений нефти (разведанные промышленные запасы нефти составляют около 11 млн тонн, прогнозные запасы — свыше 60 млн тонн), природного газа, мрамора, доломитов, известняка-ракушечника, кирпичных глин высокого качества, термальных лечебных вод и минеральных вод типа «Боржоми», запасами чистой горной родниковой воды. В недрах Ингушетии геологи обнаружили залежи редких металлов. Балансовые запасы перечисленных видов минерального сырья, в среднем, составляют 100—150 лет.
Нефть и газ являются важнейшими полезными ископаемыми, основой топливно-энергетического комплекса республики. Добыча нефти на территории Республики Ингушетия ведётся с 1915 года, когда были открыты нефтяные залежи в Малгобекском районе. В 50—60-х годах добыча нефти резко увеличилась в связи с открытием высокопродуктивных залежей. Поисково-разведочные работы на нефть и газ и разработку нефтяных месторождений ведёт ГУП «ГО Ингушнефтегазпром».
По территории республики проходит магистральный нефтепровод Баку-Новороссийск через Вознесенскую нефтеперекачивающую станцию (ВНПС) протяжённостью 12,7 км, d = 700 мм. Годовой объём перекачки нефти через ВНПС составляет до 3 млн тонн.

### Флора
Растительность: на севере — лесная и лесостепная, на юге в горах (до высоты 1800 метров) — широколиственные леса, выше располагаются субальпийские и альпийские луга. Горные склоны характеризуются своим особенным, уникальным микроклиматом. На Северном Кавказе нет другой республики, в которой сохранилось бы столько разнообразных видов растений, которые соседствуют друг с другом. У подножия гор (до высоты 2200 метров) раскидываются богатые леса широколиственных и хвойных деревьев.
Общая площадь земель лесного фонда составляет 84,4 тысячи гектаров, в том числе площадь, покрытая лесной растительностью — 75,6 тысячи гектаров. Смешанные широколиственные леса (бук, дуб, чинара) занимают площадь 140 тыс. гектаров. Общий запас древесины составляет около 11 млн м³.

### Фауна
В Ингушетии обитают около 60 видов млекопитающих животных, 150 видов птиц, 24 вида амфибий и 8 видов рептилий. Все они соседствуют друг с другом в горах и на равнинах. Присутствуют грызуны и пресмыкающиеся. Из птиц — дрофа, дикие утки, гуси, в долинах рек — кавказский фазан, на альпийских лугах — черноголовый гриф, кавказская горная индейка, кавказский тетерев. В горах естественные места обитания каменной и лесной куницы, бурого медведя, кабана, косули, лесного кота, безоарового козла, снежного барса и других. В 2008 году была составлена Красная книга Ингушетии. Она содержит 136 видов исчезающих животных и 89 видов растений, которые находятся под охраной.

## История

### 40000 лет до н. э.

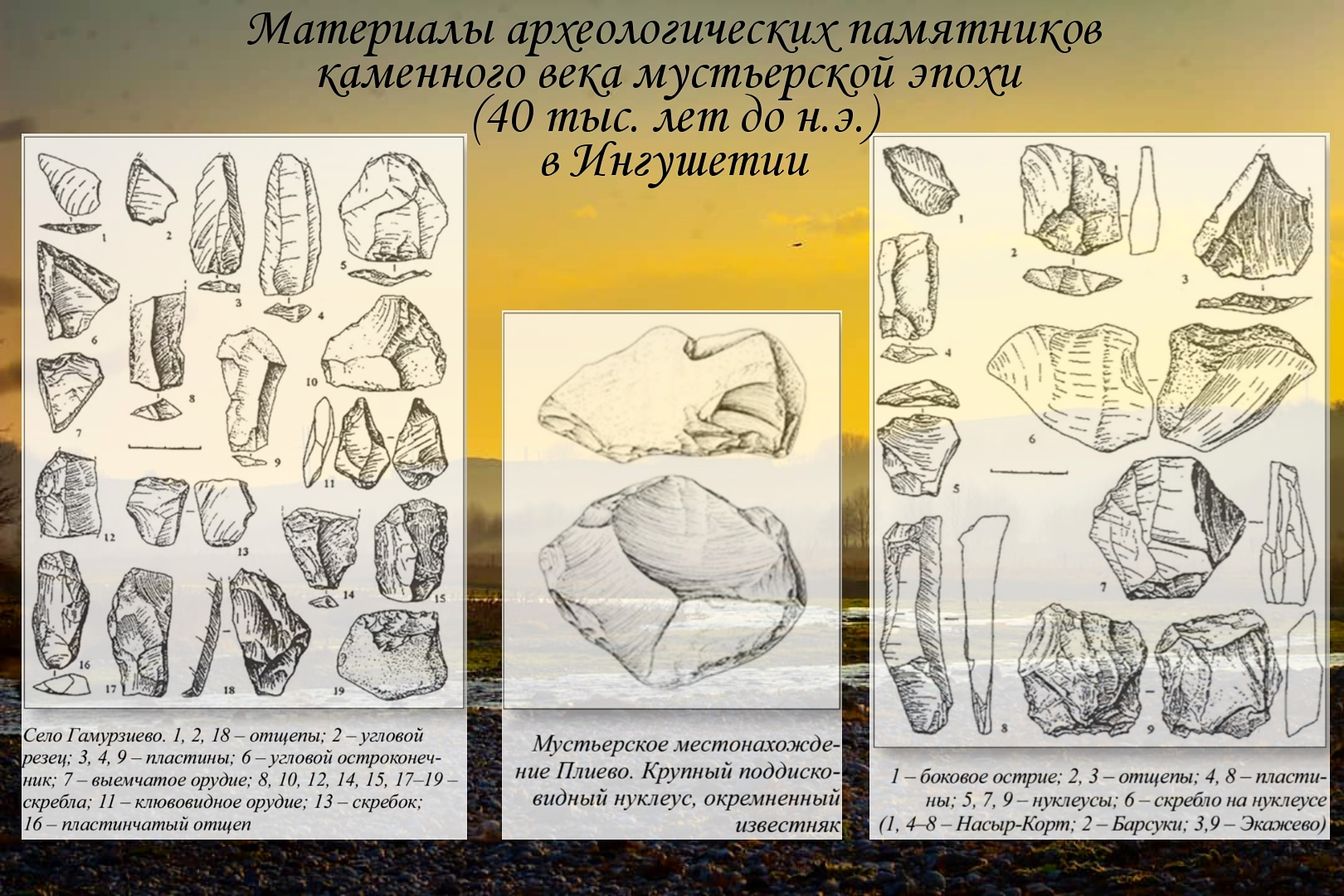

Первые поселения людей в равнинной Ингушетии на территории Назрани. Найденные орудия изготавливались из местных пород. В данной местности в эпоху мустье вероятно существовала небольшая мастерская по обработке камня. Памятники той эпохи были выявлены также в окрестностях селений Барсуки, Экажево и Плиево.

### 8000 лет до н. э.
Первые поселения в горах Ингушетии.

### 6000 лет до н. э.
Памятники раннебронзового века в селении Мужичи в Ассинском ущелье горной Ингушетии (Луговой могильник). В регионе известна керамика.

### 4000 лет до н. э.
На Северном Кавказе получают распространение археологические культуры раннебронзового века: майкопская и куро-аракская, в полосе пересечения которых находится территория Ингушетии. Часть найденных здесь памятников раннебронзового века имеют характерный синкретический облик. К последнему периоду существования майкопской культуры (конец III тыс. до н. э. — начало II тыс. до н. э.) относятся несколько курганов в Ингушетии: Аби-Гув (Насыр-Корт), Мурад-Боарз (Али-Юрт), Альтиевский курган (Альтиево) и др.
Одними из самых известных памятников куро-араксской культуры в Ингушетии являются: Луговое поселение, Экажевское поселение, Эгикальский могильник, Эзмийское каменно-ящичное захоронение.

### 2000 лет до н. э.
Получает распространение целый ряд родственных археологических культур эпохи средней бронзы, развившихся на основе культур раннебронзового века и получивших в науке общее наименование «северо-кавказская культурно-историческая общность». На территории Ингушетии эпоха средней бронзы представлена рядом памятников, изученных почти во всех её физико-географических зонах. Сюда входят как случайные одиночные находки, так и погребальные и бытовые памятники данного времени.
На основе Северокавказской культуры с середины II тысячелетия до н. э. в Ингушетии и других регионов Северного Кавказа начинает складываться Кобанская культура. В горах Ингушетии возводятся циклопические постройки и могильники в Эгикале, Лейми, Дошхакле и др. Антропологически носители кобанской культуры были представителями кавкасионского типа, а также, по мнению ряда исследователей, являлись нахоязычными.
Описывая данный период в древнегрузинских хрониках кобанцы именуются кавкасионами и дзурдзуками. Граница их расселения — от Андийского хребта на востоке до мест проживания адыгских племен — соответствует границам расселения носителей кобанской культуры. В античных источниках (Лукиан Самосатский, Клавдий Элиан) племена кобанской культуры именуются «махли» (махлийцы, махалы).

### Дзурдзукетия

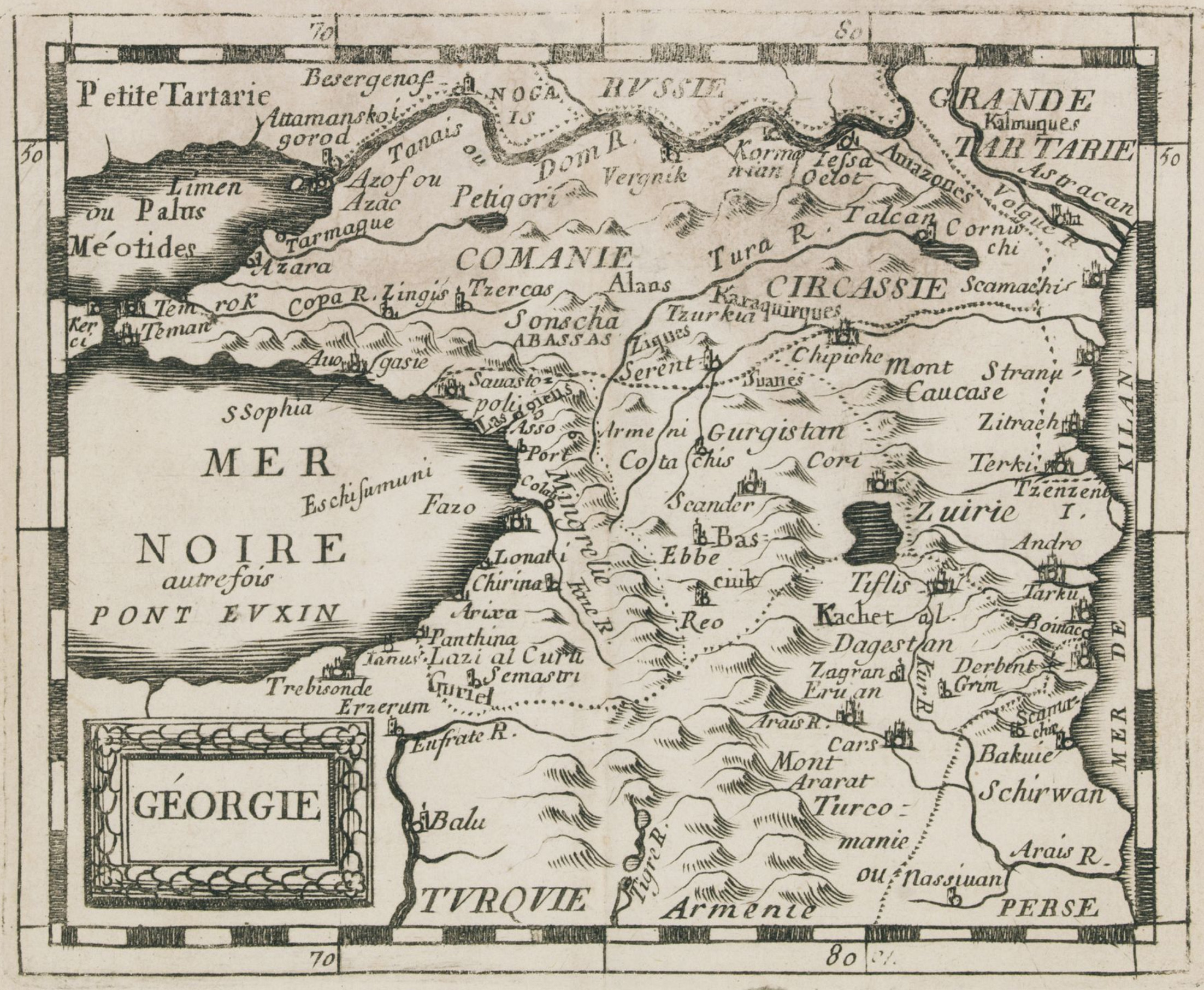
Карта Кавказа, 1676 год. Дзурдзукия на французском отмечена как «Zuirie»

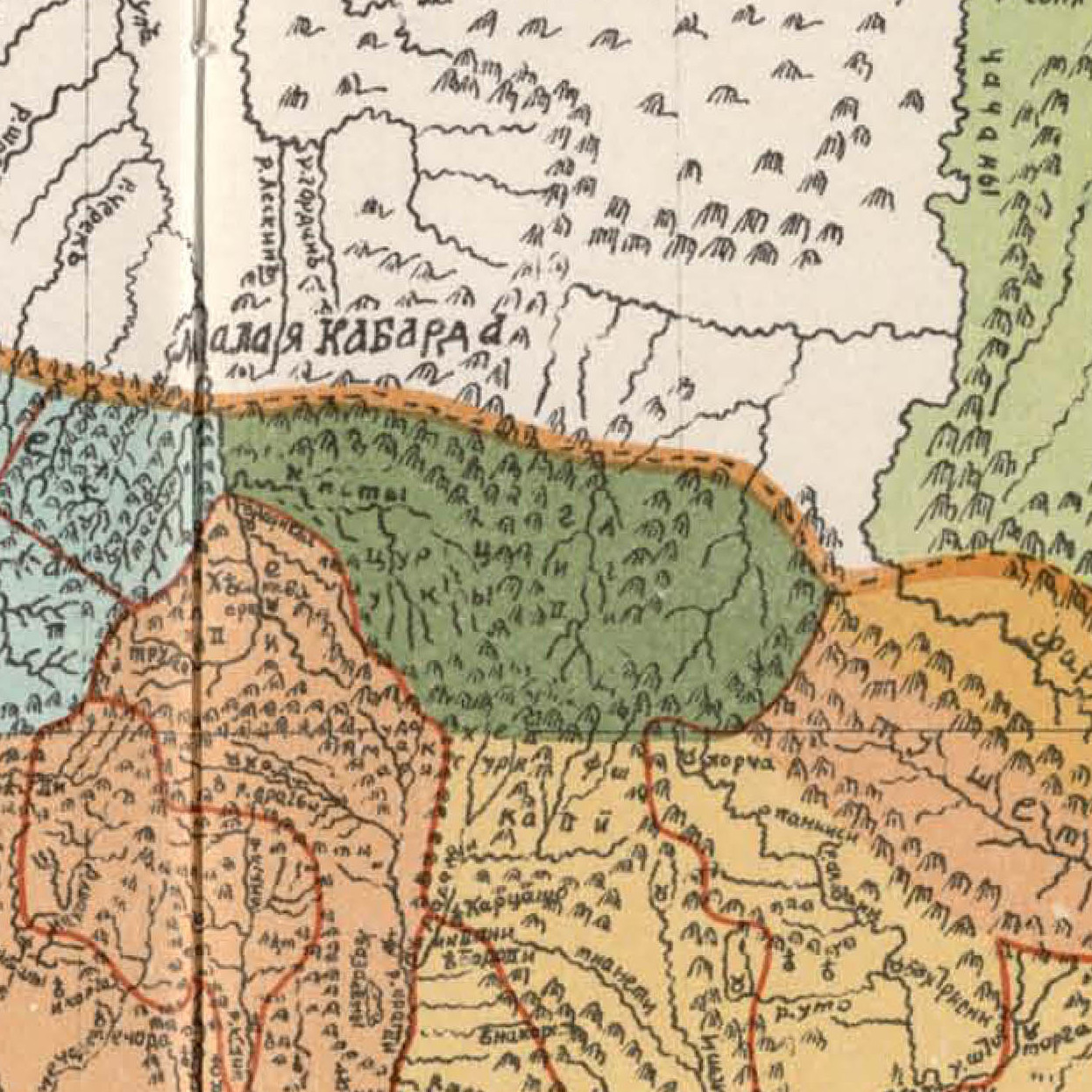
Дзурдзуки, кисты и глигвы на карте Вахушти Багратиони. 1745 год.

Во второй половине I тыс. до н. э. кобанские племена создали крупное политическое объединение племён, известное по античным источникам под названием Малх (Махли, Махелония), по грузинским источникам — Дзурдзукетия. Это было довольно сильное для того времени государство. Дзурдзукетия контролировала главный кавказский проход — Дарьяльское ущелье и имела тесные политические связи с древнегрузинским государством. По сведениям Леонтия Мровели первый царь Грузии Фарнаваз был женат на женщине «из племени дзурдзуков, потомков Кавкаса» и у них родился сын Саурмаг (ингуш. «сармак» — «дракон»). Он взошёл на грузинский престол после смерти отца, а узнав о том, что его хотели убить грузинские эриставы, вместе с матерью укрывался у своих дядей по матери в Дзурдзукетии. По данным античного писателя Лукиана известно имя одного из правителей политического объединения древних кобанцев — Адирмах, которое абхазский исследователь Гумба Г. Д. с помощью ингушского языка этимологизирует как «обладатель мощи солнца».
В начале II века до н. э. в результате военного вторжения на Северный Кавказ селевкидского царя Антиоха III политический союз кобанских племён был разгромлен. В результате его распада в источниках перестают употреблять общекобанские наименования и в дальнейшем — в I в. до н. э. — I в. н. э. потомки кобанцев известны в источниках под названиями отдельных родоплеменных или этнотерриториальных групп: «хамекиты», «сьербы», «двалы», «троглодиты», «санары/цанары», «хоны», «масах/машах», «исадикы» и др.
Возможно, с племенами кобанской культуры связан этноним «гаргареи» («гаргары»), о котором упоминает древнегреческий географ Страбон в своей «Географии» (I век н. э.) как о северокавказском народе, живущем рядом с амазонками. На основе археологических и лингвистических данных, в частности, связывая его с ингушским термином «гаргара» («родственный»/«близкий»), некоторые учёные отождествляют гаргареев с ингушами.
Другой этноним, упомянутый Страбоном — «гелы» («гелай»), рядом учёных так же отождествляется с ингушами (галгай).
Наименования «Дзурдзукетия» и «дзурдзуки» упоминались в источниках до позднего Средневековья, при этом если в ранний период они охватывали всех вайнахов, то к позднему Средневековью этническое содержание термина «дзурдзуки» изменилось и обозначало только ингушей. Целый ряд исследователей локализовали дзурдзуков в горной Ингушетии и/или отождествляли именно с ингушами.

### Алания

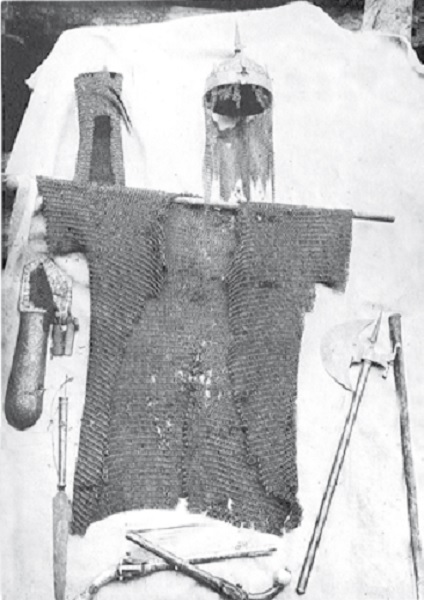
Вооружение средневекового ингушского воина. Найдено в склепе селения Оздиг. Фото 1921 г.

С первых веков нашей эры в письменных источниках появляется этноним «аланы», с которыми в том числе тесно связана история ингушей и Ингушетии. А в период раннего Средневековья на Северном Кавказе сложилось Аланское государство. В VII—VIII вв. происходят арабо-хазарские войны, в которых принимали участие аланы. К этому периоду относится «Орёл Сулеймана» ― бронзовая фигура орла из башенного поселения Эрзи в Кистинском ущелье горной Ингушетии. Вероятно, она попала сюда в виде военного трофея. Орёл служил гербом аула Арзи/Эрзи (с ингуш. «Орёл») и передавался из рода в род старшему члену семьи. На сегодня данная фигура орла является древнейшим точно датированным бронзовым изделием исламского искусства.
В VIII—IX вв. в горах Ингушетии возведён храм Тхаба-Ерды.

#### Магас
Столицей Алании был город Магас. Впервые упоминается в работе арабского автора Масуди в 943 году. Одна из возможных его локаций — территория современной одноимённой столицы Ингушетии (Магас) и близлежащих селений: Яндаре, Гази-Юрт, Экажево, Али-Юрт и Сурхахи. Это местность, где расположены многочисленные памятники аланского времени, в том числе целый ряд аланских городищ. Исследователями отмечено, что многие городища здесь расположены группами или «гнёздами» в пределах видимости. В некоторых из этих групп выделяется, как правило, своими большими размерами, укреплённостью и сложностью планировки одно из центральных городищ, к которому тяготеют менее значительные. «Гнездовое» расположение городищ связывается с сильными родоплеменными пережитками в соответствующем обществе. По мнению В. Б. Виноградова, данный район группы памятников — один из крупнейших на Северном Кавказе.
Наименование топонима «Магас» этимологизируется с помощью ингушского языка. В слове «Магас» слог «ма» означает «солнце», а слог «га»/«го» означает «круг, диск». «Мага»/«маго», таким образом, означает «круг солнца, диск солнца». Буква «с» в конце слова — ингушский топоформант, возникший из слова «са» — «земля, место». Таким образом, «Магас» означает «земля, место солнца», а если это название города — «город солнца». Предки ингушей поклонялись солнцу с древнейших времён до принятия ислама и, по выводам абхазского исследователя Г. Д. Гумбы, оставили на Северном Кавказе ряд «таких топонимических образований на „малх“ — река Малка (Малха), местности Малка, Малкана (Малк-ан), Малхар, Малгобек (Малк-/о/бек) в Северной Осетии; Малгобек, река Малка, область Малхиста (Малх-иста) в Чечено-Ингушетии». К этому же ряду топонимов, происходящих от названия солнца, можно отнести и топонимы «Магас» и «Маго-Ерд» — храм в местности Магате в горах Ингушетии. В топонимах «Магас» и «Магате» присутствует один и тот же корень «мага» (суффиксы «с» и «те» являются топоформантами). Название «Магате» также тождественно одному из вариантов названия Магаса в древних хрониках — Мегет. Таким образом, топоним «Магас» (в ином варианте) присутствует и на территории горной Ингушетии. В ингушской легенде «Сеска Солса» упоминается местность Мацагате. Согласно этой легенде, Сеска Солса является правителем страны галгаев, военным вождем, имеет свою военную дружину, сам является галгаем и живет в Мацагате. Возможно, что под этой местностью имеется в виду город Магас, являвшийся местом пребывания правителей Алании.
Осенью 1238 года монголы во главе с Менгу начали военный поход на Аланию. Главным событием этого похода была осада и взятие ими Магаса. Согласно известиям Джувейни, Рашид-ад-Дина, «Юань ши» и другим, произошла ожесточённая борьба за него. Монголы долго осаждали аланскую столицу, по одним сведения осада длилась 1 месяц и 15 дней, по другим — 3 месяца. В итоге Магас был полностью разрушен. По сообщению Джувейни, завоеватели оставили от Магаса «только имя его и нашли там много добычи».

#### Дедяков
Известен ещё один город в Алании — Дедяков. После погрома 1238—1239 гг., когда большая часть аланского населения ушла в горы, какая-то часть алан всё же продолжала проживать на плоскости под властью монголов. Об этом говорят данные русских летописей, повествующих об аланском городе «Дедяков», или «Дадаков». На основе ингушского языка название города может быть прочтено как «Город главы (вождя, царя)», также «Дада», или «Дедя», может являться и личным именем, такой вариант еще более соответствует поздней ингушской традиции в наименовании населённых пунктов. Согласно некоторым исследователям ориентирам местонахождения Дедякова, приводящимся в русских летописях, более всего соответствуют местоположение крупного комплекса городищ в междуречье Сунжи и Назранки на территории Гамурзиевского и Насыр-Кортского административных округов Назрани. Однако, большинство исследователей считают, что Дедяков находился на территории Северной Осетии, а само название города имеет осетинское происхождение.
В 1277 году жители Дедякова восстали против ордынского гнёта. Некоторые исследователи считают, что это было восстание не городское, а более крупной населённой области, центром которого был город Дедяков. Иначе трудно объяснить, почему в поход для подавления восстания выступил сам хан Менгу-Тимур со своим войском и призвал еще русских князей: Андрея Городецкого, Глеба Ростовского с сыном и племянником, Фёдора Ярославского и других со своими дружинами. В итоге город был взят и полностью разрушен, а восстание подавлено. В результате монгольского завоевания было уничтожено Аланское государство.

### Средневековая Ингушетия

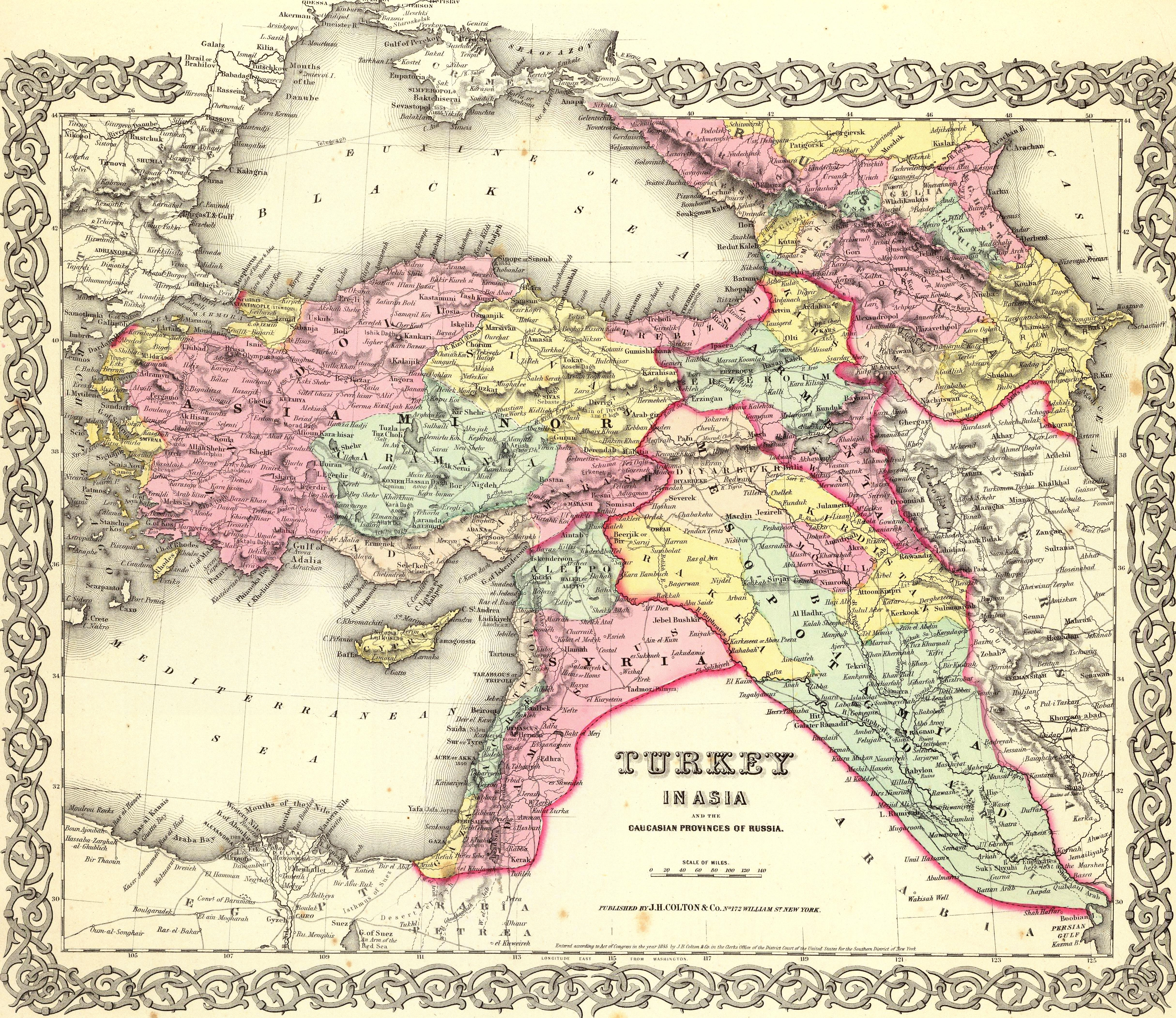
Карта, составленная американским картографом Джозефом Колтоном (Colton, G. W.) в 1855 году. Территория Ингушетии и Чечни отмечена как «Gelia». На карте показаны города Назрань и Владикавказ, а также крепость Грозная

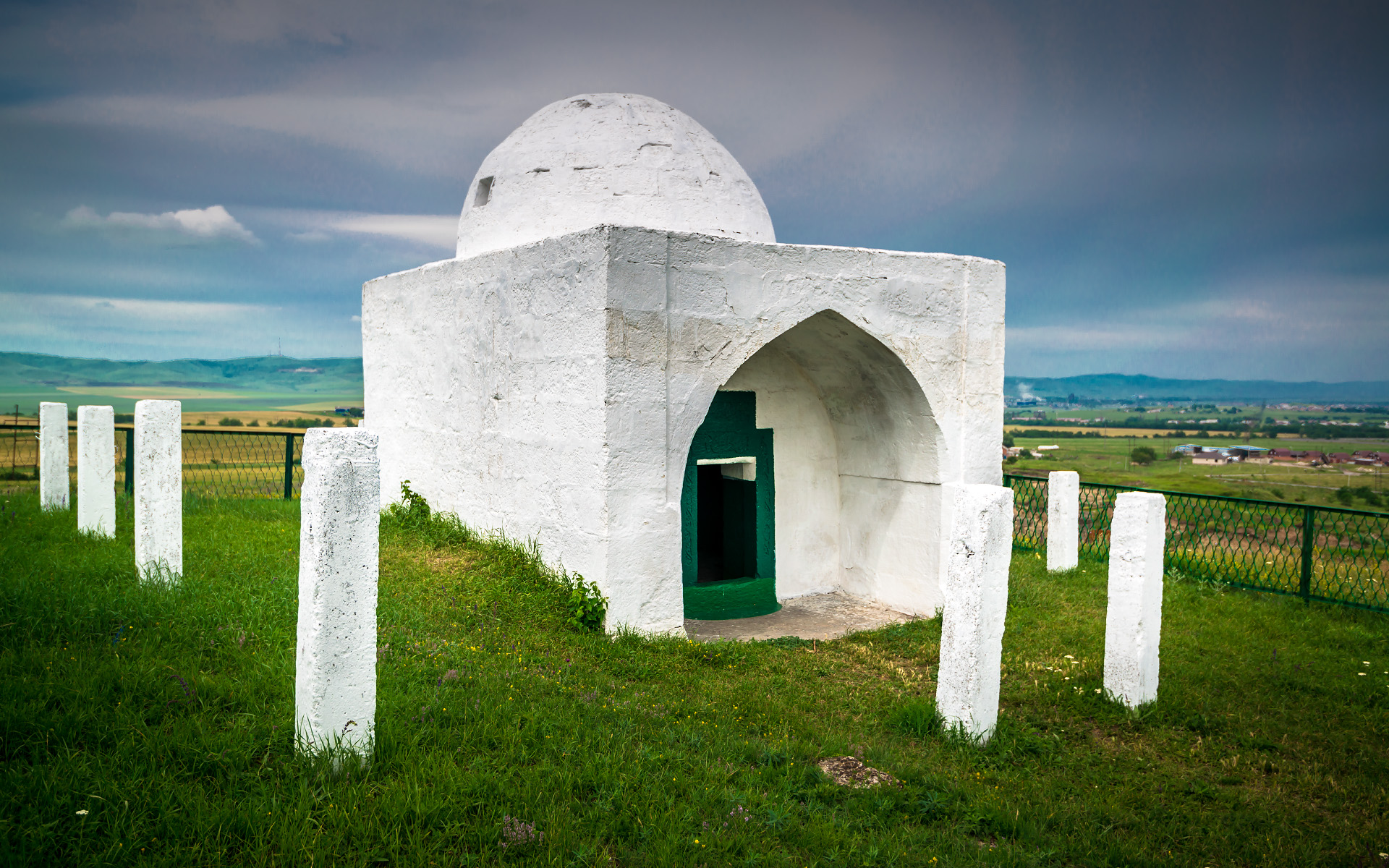
Мавзолей «Борга-Каш» (нач. XV века) в Ингушетии

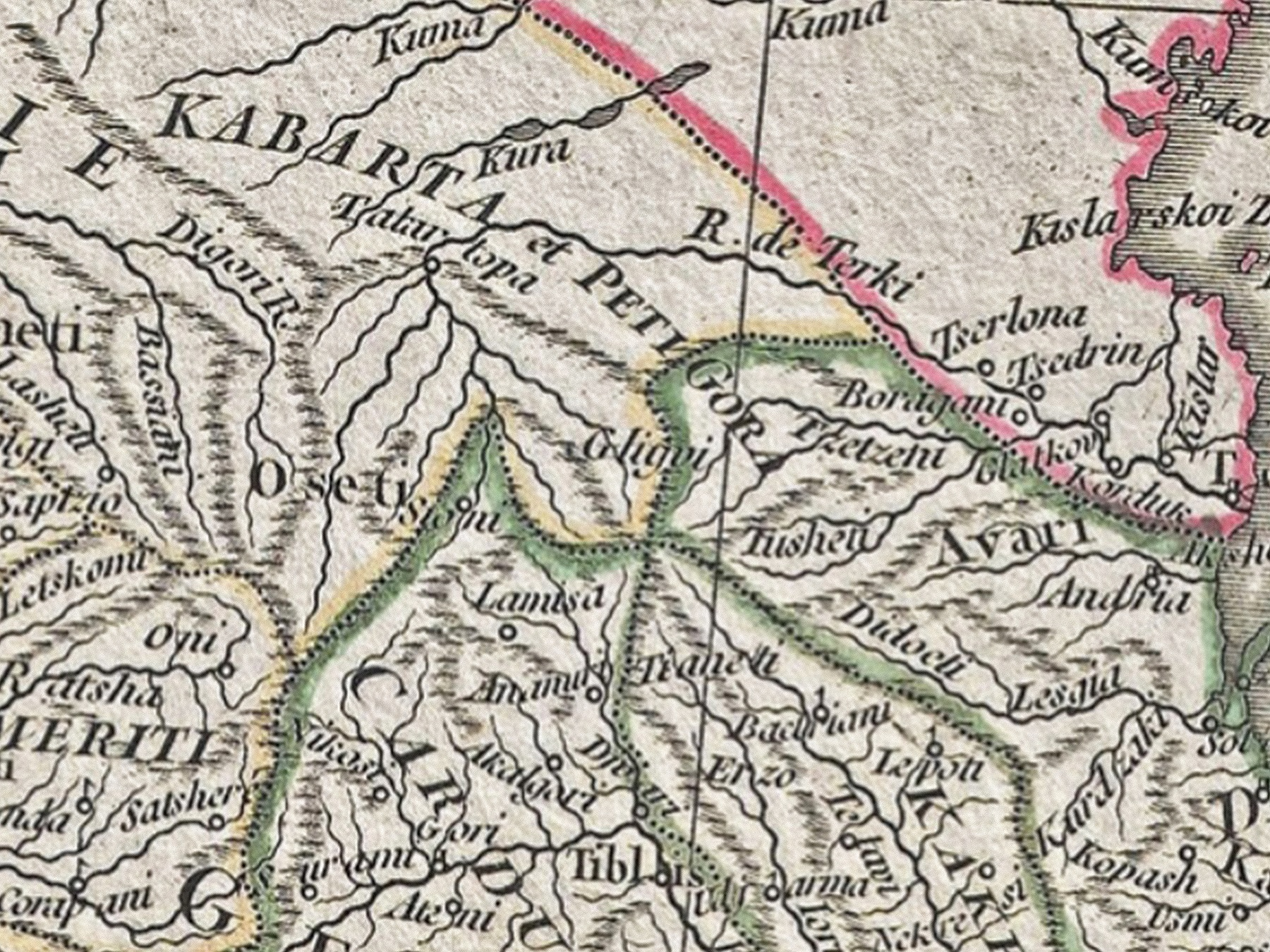
Глигвы (галгай) на карте Жан Анвиля, 1751 г.

В конце ХΙV века (осенью 1395 года) Северный Кавказ подвергся опустошительному походу среднеазиатского завоевателя Тамерлана (Тимура, Тимура Хромого). При исследовании маршрутов его походов против северокавказцев исследователи в основном опираются на две хроники — «Зафар-намэ» («Книга побед») Низам-ад-дина Шами, являвшегося современником и личным секретарем Тимура, и «Зафар-намэ» («Книга побед») Шереф-ад-дина Йезди, жившего в первой половине ХV в. Согласно ингушским исследователям именно на территории Ингушетии могла находится упоминаемая в указанных хрониках область «Буриберд», где правителем был Буракан, и против которого Тимур совершил один из своих походов на алан (в текстах хроник — «эльбурзцы»). Так, данная область отождествляется с районом современных ингушских селений Троицкая-Яндаре-Плиево-Барсуки-Гази-Юрт. Название «Буриберд» (ингуш. «бурой берд» — «берег крепостей») могло возникнуть применительно к высокому обрывистому правому берегу р. Сунжи, которая протекает через указанные селения. Выше этого берега проходит возвышенность, на которой расположены многочисленные аланские городища (ингуш. «бур-борз» — «крепостные курганы»). Этот берег тянется на протяжении нескольких десятков километров. Во многих местах имеются искусственные рвы. Видимо, в древности этот берег представлял собой сильно укрепленный оборонительный рубеж. Наличие здесь же, на этой территории, мавзолея Борга-Каш (датируемого началом XV в.) свидетельствует о том, что здесь может быть похоронен правитель «Боргӏа» (Борохан, Буракан).
Распад Алании и отток в горы её населения, закрепившегося к востоку и западу от Дарьяла путем строительства крепостей, послужили основой формирования новых этнотерриториальных общностей, что в свою очередь привело к образованию современных северокавказских народов. При этом, учитывая, что средневековая Алания являлась полиэтничным государственным образованием, нужно отметить, что центральную часть северокавказской равнины, входившей в состав Алании, занимали ингушеязычные общности (племена). Как прямые наследники кобанской культуры, они составляли основной северокавказский элемент этого государственного образования. Логическим подтверждением этому является то обстоятельство, что проживавшее в центральной части Большого Кавказа, к западу, так же, как и к востоку, от Дарьяла население являлось ингушеязычным, что подтверждается элементами материальной культуры, сохранившимися на этой территории, и преданиями ингушей и осетин. Лишь начиная со второй половины XVI в. наблюдается постепенное продвижение ираноязычного (осетинского) элемента в район Газалте — территории, прилегающей с запада к Дарьялу, что являлось следствием миграционных процессов ингушеязычных общностей, проистекавших под давлением внешних факторов в восточном и северо-восточном направлениях.
Миграционные процессы, связанные с выселением ингушей на плоскость (равнину), по-видимому начались довольно рано, уже вскоре после ухода Тимура с Северного Кавказа. Они, по всей вероятности, на самом раннем этапе носили характер отдельных военно-политических акций, предпринимаемых ингушами на равнинных землях с целью противодействия закреплению на них пришлых кочевых народов. Отдельные эпизоды, связанные с этим временем, сохранились в народной памяти. В одном из ингушских преданий, записанном в XIX веке этнографом Албастом Тутаевым, фигурируют представители Галгаевского общества горной Ингушетии, которые состоят в дружественных отношениях с главным героем предания — князем Бексултаном Борогановым и участвуют вместе с ним в ряде военных акций, действие которых происходит на равнине на берегах Терека и Сунжи.

### В составе Российской империи

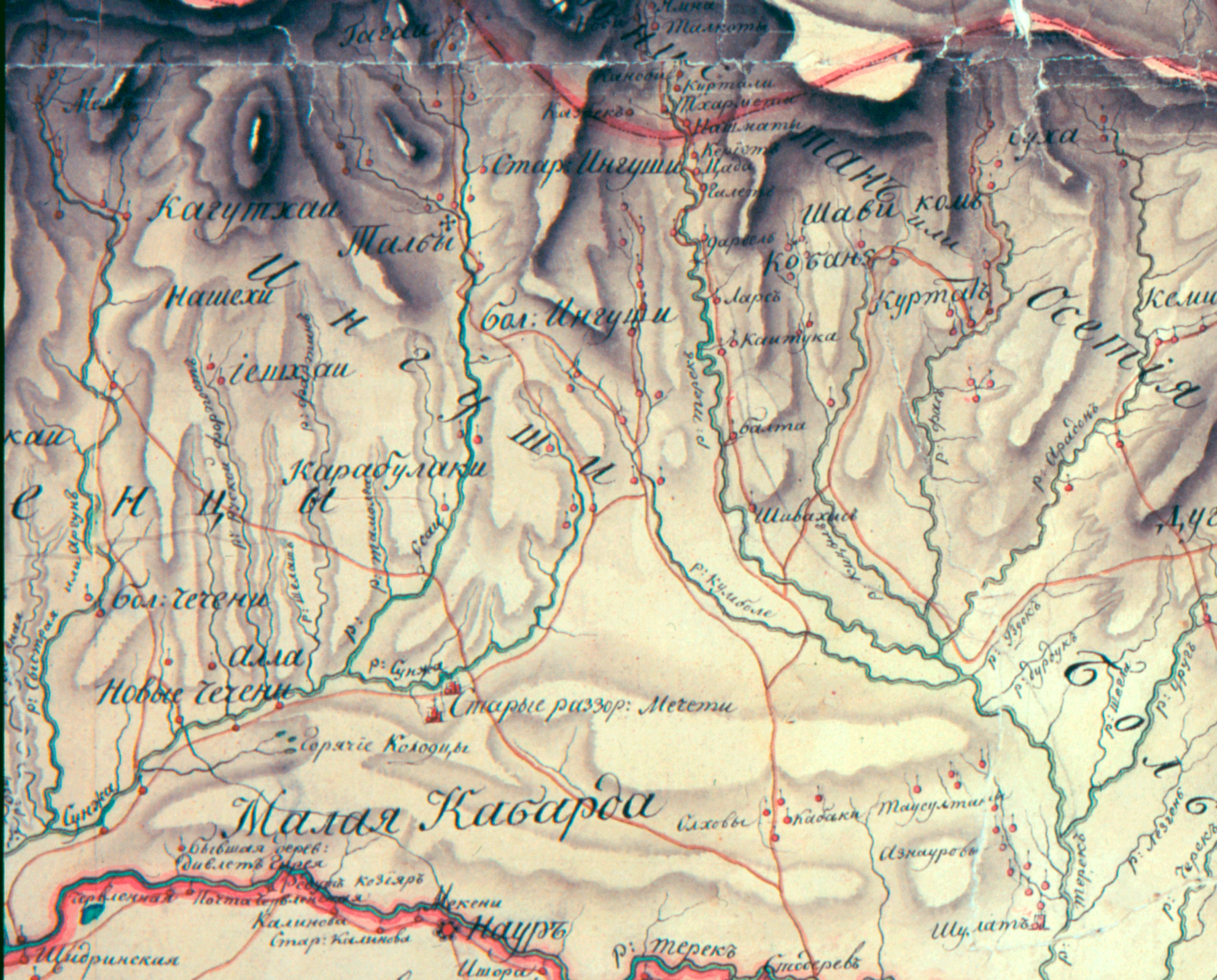
Фрагмент карты Кавказской линии и горских народов 1799 года

В XVIII веке завершается процесс возвращения ингушей на свои плодородные земли в бассейне Сунжи и Терека. В этот период русско-ингушские отношения вступили в новую фазу развития. Уже в последней четверти XVIII века часть ингушей (общество Ангушти) изъявляет желание вступить в российское подданство. 4-6 марта 1770 года при большом стечении народа вблизи предгорного аула Ангушт на поляне с символическим названием «Барта-Бос» («Склон согласия») авторитетное представительство из 24 старейшин торжественно принесло присягу. На этом мероприятии присутствовал академик И. А. Гюльденштедт. В том же году подписали присягу о принятии российского подданства ингуши из Тагаурского общества. Вслед за ангуштским обществом в 1771 году договор с российской администрацией подписали представители другого ингушского общества — карабулаков (орстхойцы).
Данные акты способствовали установлению дружеских союзнических отношений между Россией и ингушами. Вместе с тем, по мнению некоторых исследователей подобные присяги не стоит рассматривать, как акты включения того или иного народа в состав России. «На самом деле картина была гораздо более сложной. Отношения подчинения и подданства русская сторона и ее партнёры зачастую воспринимали совершенно по-разному, и нужно учитывать различия во взглядах на присоединения к России и на статус пребывания в её составе у русских властей и у присоединенных народов». В действительности же обе стороны восприняли эту присягу как заключение договора о союзе.
Междуречье Терека и Сунжи, через которое проходила дорога в Грузию, приобретает в этот период стратегическое значение для России. Эта территория была освоена ингушами не позднее конца XVII — начала XVIII века. Согласно данным И. А. Гюльденштедта на берегах рек Сунжи и Камбилеевки было множество ингушских селений. Ангушт являлся центром округа, известного под названием «Большие Ингуши». Переселенцы из «Больших Ингушей» образовали новую колонию «Малые Ингуши», центром которой стало селение Шолхи. В дальнейшем происходит продвижение ингушей к Назрановской долине.
В 1781 году у слияния Назранки с Сунжей выходцами из района Ангушта было основано селение Назрань (Нясаре). Квартирмейстер русской армии Л. Штедер в том же году фиксирует на этой территории ингушскую заставу. Таким образом, в 1781 году Назрановская долина уже контролировалась ингушами.
В мае 1784 года в связи с необходимостью устройства надёжных путей сообщения с территорией Грузии у ингушского селения Заур (Заурков) была заложена крепость Владикавказская.

### Кавказская война
Ингуши принимали участие в Кавказской войне на стороне России и на стороне имама Шамиля. Некоторое время существовали два вилайета исламского государства Шамиля — Арштинский и Галашкинский.
В мае-июне 1858 года в Ингушетии произошло Назрановское восстание. Его причиной было решение военных властей Кавказа создать на месте мелких ингушских хуторов крупные населённые пункты В итоге восстание было подавлено.

Карта Терской области

В 1860 году военное управление Северным Кавказом было упразднено и по указу императора Александра II в восточной части Северного Кавказа была создана Терская область, в состав которой вошли Чеченский, Ичкерийский, Ингушский и Нагорный округа.
В 1871 году Ингушский округ был объединён с Осетинским округом во Владикавказский округ.
В 1888 году было введено военно-казачье управление и территория Ингушетии вошла в состав Сунжеского казачьего отдела. 10 июля 1909 года был образован Назрановский округ, ставка которого находилась во Владикавказе.

### Горская республика
После Октябрьской социалистической революции в России, в ноябре 1917 года была провозглашена независимая Горская республика, объединяющая многие народы Северного Кавказа.
Во Владикавказе в здании грузинской школы 5-го марта избирается исполнительный комитет Ингушетии.
После занятия Дагестана войсками генерала Деникина правительство Горской республики объявило о самороспуске и эвакуировалось в Тифлис. Горская республика прекратила своё существование.

### Гражданская война
II съезд народов Терека в Пятигорске (1—18 марта 1918 года) признал советскую власть и создал Терскую советскую республику в составе РСФСР (с июля по декабрь Терская советская республика входила в состав Северо-Кавказской Советской Республики). Она имела собственную Конституцию и высшие органы — Терский народный совет и СНК.
С февраля 1919 года по март 1920 года равнинная Ингушетия была занята Вооружёнными силами Юга России генерала А. И. Деникина. В марте 1920 года советская власть в Ингушетии была восстановлена.

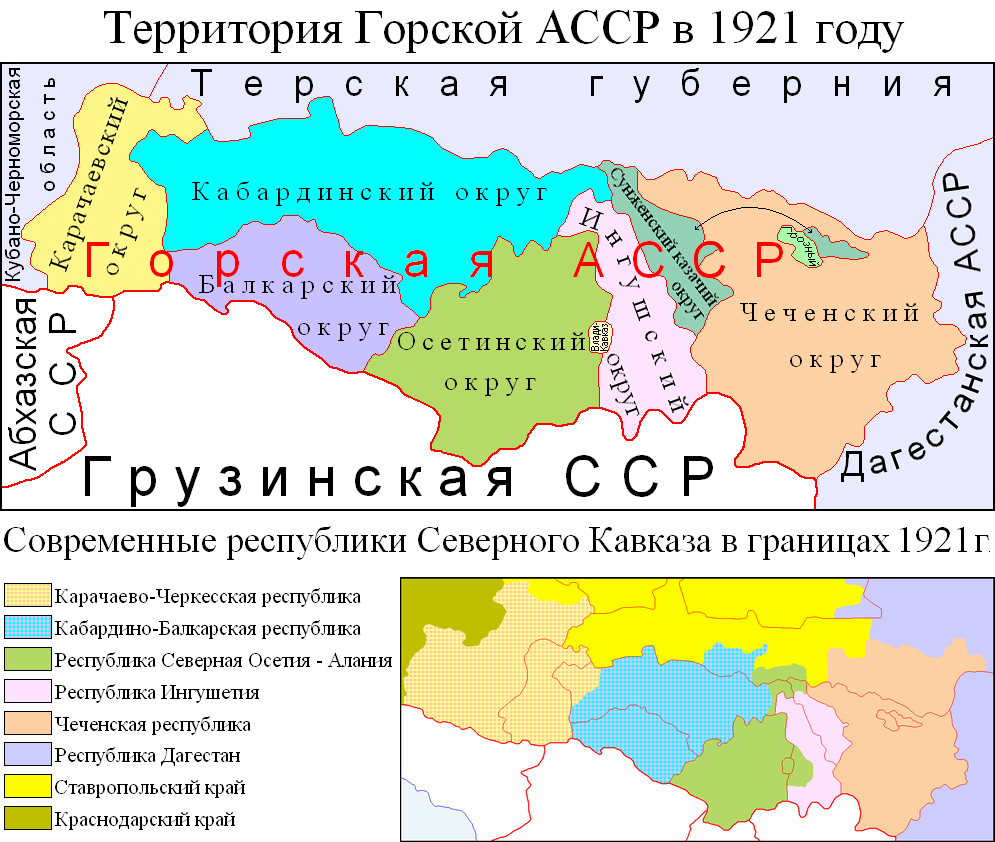
Карта Горской АССР

После установления советской власти, в марте 1920 года, Терская область была расформирована, а Чеченский (объединённый с Ичкерийским) и Ингушский (объединённый с Нагорным) округа стали самостоятельными территориальными образованиями.
17 ноября 1920 года была провозглашена Горская ССР, которая затем была преобразована в Горскую АССР декретом ВЦИК от 20 января 1921 года. В неё вошли Ингушетия и Чечня вместе с Карачаево-Черкесией, Кабардино-Балкарией и Северной Осетией.

### В составе СССР

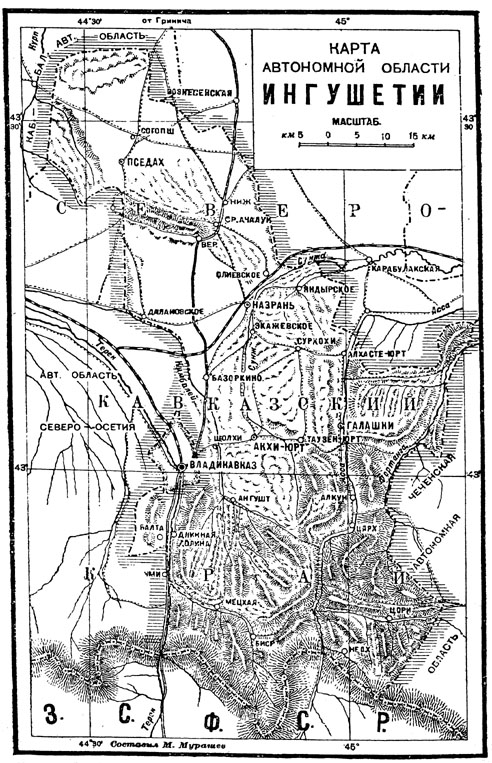
Ингушская АО, 1931 год

Декретом ВЦИК 7 ноября 1924 года Горская АССР была ликвидирована, в связи с чем была образована Ингушская АО в составе РСФСР.
15 января 1934 года была создана Чечено-Ингушская автономная область, которая 5 декабря 1936 года стала Чечено-Ингушской АССР.

#### Великая Отечественная война

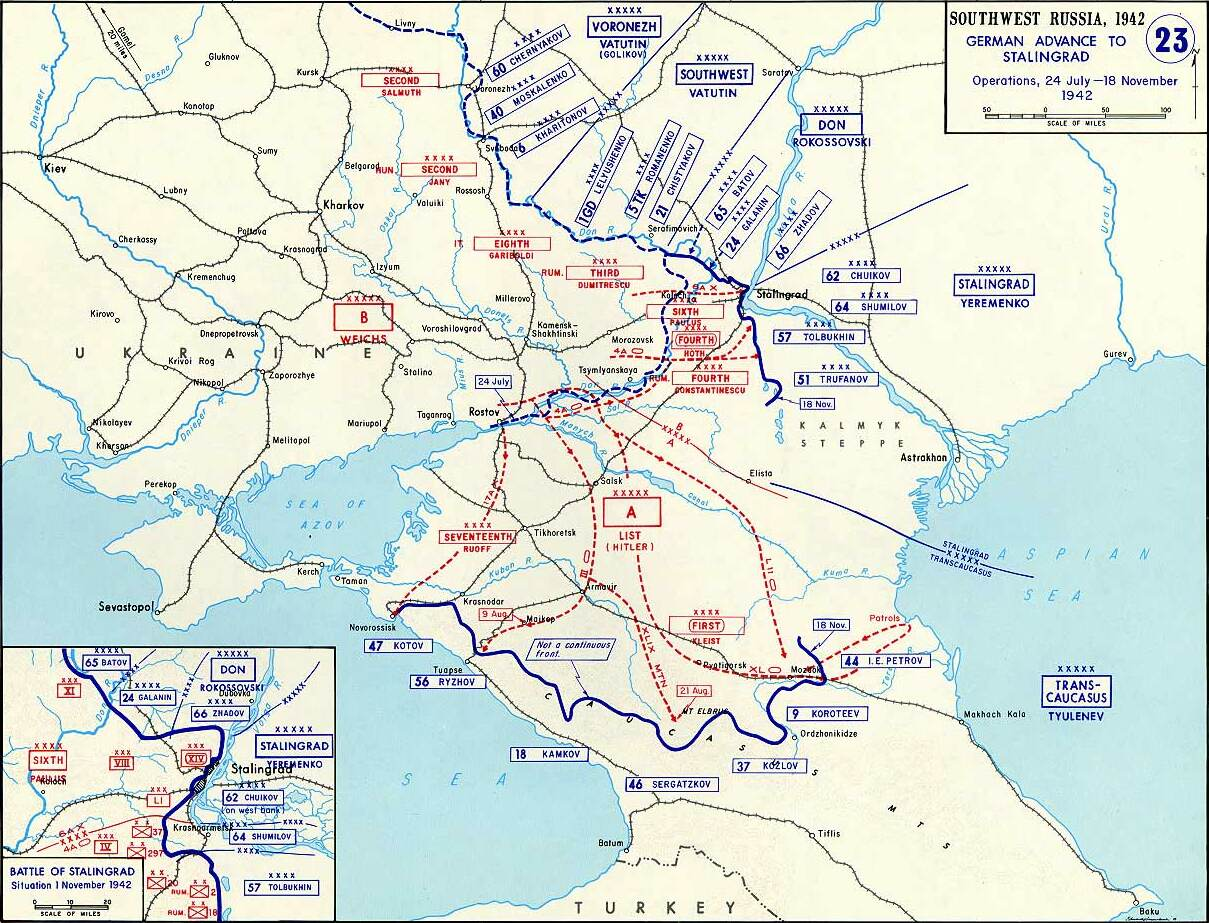
Германское наступление, июль-ноябрь 1942 года

В конце августа 1942 года войска вермахта вышли на рубеж Прохладный, Моздок, Ищерская. 1—28 сентября советские войска провели Моздок-Малгобекскую оборонительную операцию. В конце концов планы немецкого командования были сорваны — немцам не удалось прорваться в Закавказье и отрезать СССР от Кавказского региона.

#### Депортация ингушей
Планы по выселению — Операция «Чечевица» — начали готовиться ещё в конце 1943 года. Тогда первоначально предлагалось расселить депортированных в Сибири — в Новосибирской и Омской области, а также Красноярском крае и Горном Алтае. Затем было принято решение депортировать в Казахстан и Среднюю Азию.
29 января 1944 года глава НКВД Лаврентий Берия утвердил «Инструкцию о порядке проведения выселения чеченцев и ингушей».
Осуществление депортации началось 23 февраля 1944 года. В первые же сутки из населённых пунктов было вывезено 333 739 человек, из этого числа погружено в эшелоны 176 950 человек.
7 марта 1944 года автономия была уничтожена. Бо́льшая часть Ингушетии (кроме горной части Пригородного района, отошедшего к Грузинской ССР) вошла в Северо-Осетинскую АССР в качестве Назранского района.

#### Восстановление Чечено-Ингушской АССР
Указом Президиума Верховного Совета СССР от 16 июля 1956 года «О снятии ограничения по спецпоселению с чеченцев, ингушей» были сняты ограничения на место жительства для депортированных переселенцев и они получили возможность возвращаться на родину.
9 января 1957 года Президиумами Верховных Советов СССР и РСФСР были приняты указы о восстановлении автономий депортированных народов, в том числе, чеченцев и ингушей.
С возвращением депортированных жителей Чечено-Ингушская АССР была восстановлена.

### В составе Российской Федерации

#### Образование республики
30 ноября 1991 года состоялся всенародный ингушский референдум по вопросу восстановления ингушской государственности путём образования Ингушской Республики в составе РСФСР. По сведениям комиссии по референдуму, опубликованным в СМИ, из 92 тысяч человек (70 % взрослого населения ингушей) желание создать свою республику подтвердили 97,4 % участвовавших в референдуме. 4 июня 1992 года Верховным Советом РФ принят Закон «Об образовании Ингушской Республики в составе Российской Федерации». Создание республики было внесено на утверждение Съезда народных депутатов Российской Федерации. 10 декабря 1992 года Съезд народных депутатов утвердил образование Ингушской Республики и внёс соответствующую поправку в Конституцию Российской Федерации — России (РСФСР) 1978 года, Чечено-Ингушская Республика официально была разделена на Ингушскую и Чеченскую республики. Этот закон был опубликован 29 декабря 1992 года в «Российской газете» и вступил в силу 9 января 1993 года по истечении 10 дней со дня официального опубликования.

#### Осетино-ингушский конфликт 1992 года
Со времени возвращения после депортации ингуши требовали возвращения им Пригородного района Северной Осетии.
26 апреля 1991 года Верховный совет РСФСР принял закон «О реабилитации репрессированных народов», предусматривавший, среди прочего, территориальную реабилитацию ингушей.
Осенью 1992 года из-за территориальных споров вспыхнул вооружённый конфликт. В итоге прежняя граница была сохранена, а почти всё ингушское население Северной Осетии (по официальной переписи 1989 года чуть больше 35 тысяч человек) было вынуждено переселиться во вновь образованную Ингушскую Республику.

#### Президентство Руслана Аушева

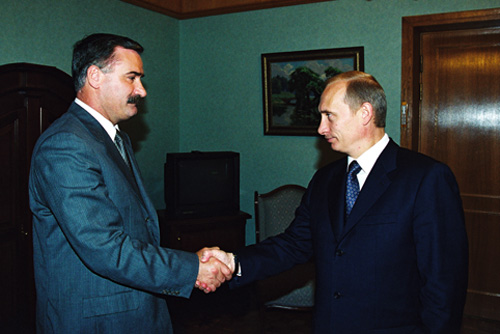
Руслан Аушев и Владимир Путин. Кисловодск, 7 сентября 2001 года.

После фактического распада Чечено-Ингушской АССР (1991) исполняющим обязанности главы временной администрации Ингушетии 10 ноября 1992 года стал офицер Советской Армии Руслан Аушев. 28 февраля 1993 года в первом туре выборов избран первым Президентом Ингушской Республики на безальтернативной основе (участвовал только один кандидат — Руслан Аушев, получив в ходе голосования поддержку 99,94 процентов голосов избирателей).
С 1 июля 1994 года в Ингушетии была объявлена зона экономического благоприятствования — все предприятия, зарегистрированные в республике освобождались от уплаты налогов и получали значительные льготы.
В 2001 году Аушев выступал против объединения Чечни и Ингушетии.
23 апреля 2002 года сложил с себя полномочия президента, что было подтверждено 15 мая 2002 года Советом Федерации.

#### Президентство Мурата Зязикова

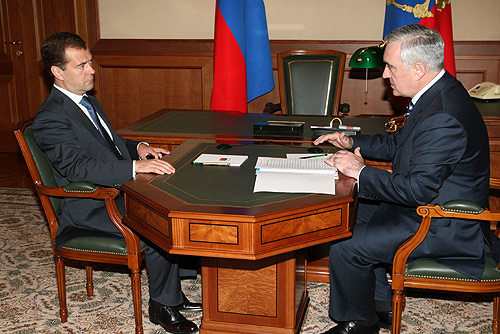
Дмитрий Медведев и Мурат Зязиков. Сочи, 26 августа 2008 года

Весной 2002 года президентом Республики Ингушетия был избран Мурат Зязиков.
С 2002 года валовый региональный продукт республики вырос почти в 2,5 раза.
В сентябре 2002 года с территории Грузии в Ингушетию вторглись отряды боевиков Руслана Гелаева численностью не менее 300 человек и вступили в бой с частями 19-й мотострелковой дивизии 58-й армии; позже они распались на меньшие отряды и скрылись на территории Чечни.
30 октября 2008 года указом президента России Дмитрия Медведева Зязиков был отправлен в отставку.

#### Под руководством Юнус-Бека Евкурова
После отставки Мурата Зязикова исполняющим обязанности, а затем и президентом (позднее должность стала именоваться «Глава») стал Юнус-бек Евкуров.
В ходе муниципальной реформы в Российской Федерации отдельно на территориях Республики Ингушетия и Чеченской республики был установлен переходной период и предписано в срок до 1 марта 2009 года определить территории, установить границы своих муниципальных образований и наделить вновь образованные муниципальные образования соответствующим статусом.
4 июля 2013 года Юнус-бек Евкуров досрочно ушёл в отставку с поста главы республики. До выборов главы региона он оставался в должности исполняющего обязанности до 2018 года. 9 сентября 2018 года парламентом был избран на третий срок.
Осенью 2018 года в Ингушетии начались массовые протесты против Соглашения о закреплении границы между регионами, подписанного главой Ингушетии Юнус-Беком Евкуровым и главой Чечни Рамзаном Кадыровым 26 сентября 2018 года, а также против его ратификации депутатами Народного Собрания Республики Ингушетия. После ознакомления по факту территориального вопроса, Конституционный суд Российской Федерации оставил в силе действующее соглашение, что спровоцировало новые массовые волнения.
26 июня 2019 года Юнус-бек Евкуров ушёл в отставку с поста главы Ингушетии.

#### Под руководством Махмуд-Али Калиматова

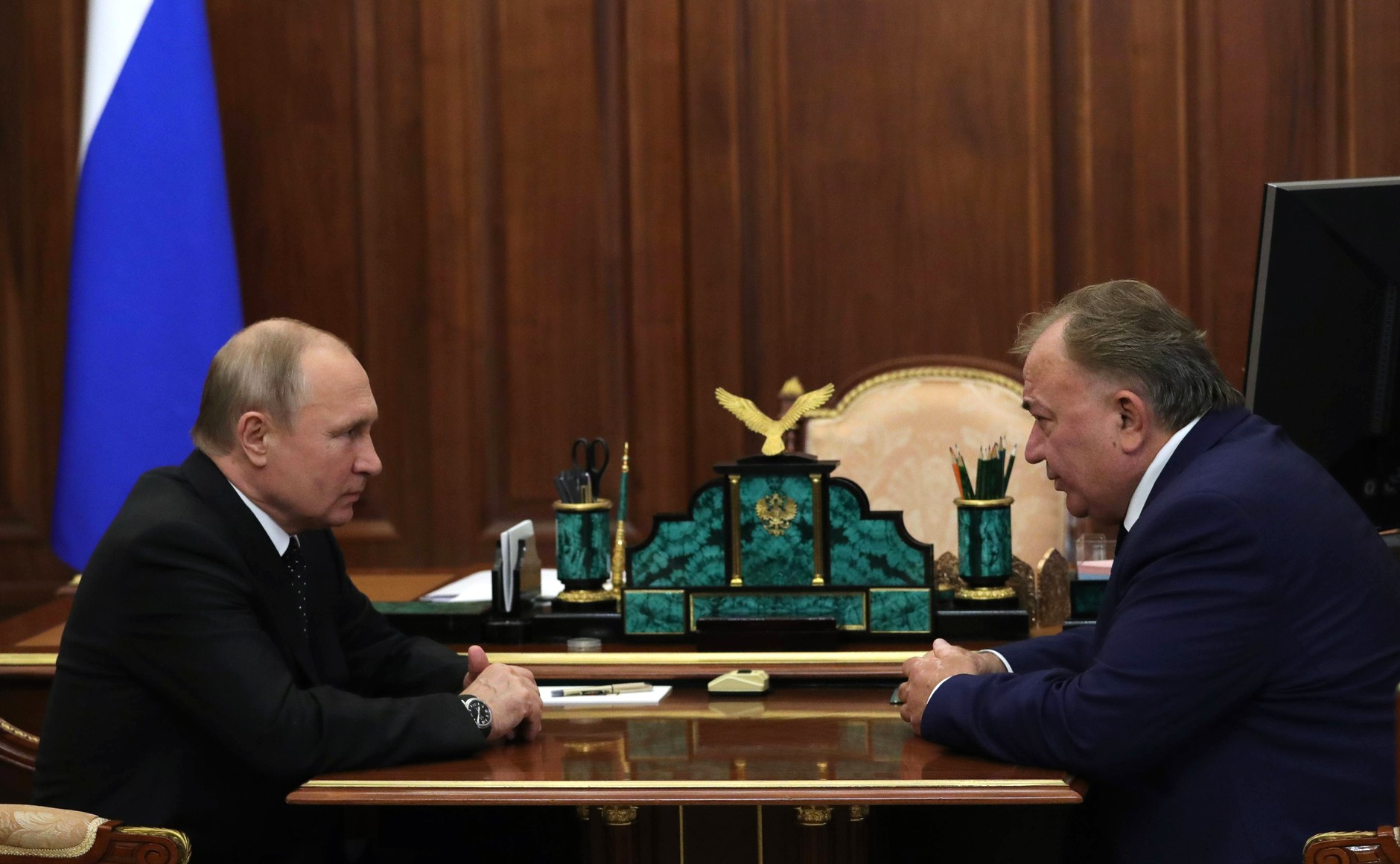
Встреча Владимира Путина с Махмуд-Али Калиматовым, 26 июня 2019 года

26 июня 2019 года временным исполняющим обязанности Главы республики был назначен Махмуд-Али Калиматов. 8 сентября 2019 года он официально вступил в должность Главы Республики Ингушетия.

## Население
Несмотря на сложную социально-экономическую обстановку и высокую плотность населения, по официальным данным Ингушетия имеет один из самых высоких темпов прироста населения в России.
| 1926     | 1931     | 1959     | 1970       | 1979       | 1987       | 1989       | 1990     | 1991     | 1992     | 1993     | 1994     |
| -------- | -------- | -------- | ---------- | ---------- | ---------- | ---------- | -------- | -------- | -------- | -------- | -------- |
| 75 133   | ↗81 900  | ↗710 424 | ↗1 064 471 | ↗1 153 450 | ↗1 235 000 | ↗1 275 513 | ↘189 340 | ↗192 642 | ↗194 105 | ↗195 821 | ↘194 171 |
| 1995     | 1996     | 1997     | 1998       | 1999       | 2000       | 2001       | 2002     | 2003     | 2004     | 2005     | 2006     |
| ↗263 092 | ↗282 342 | ↗291 209 | ↗296 294   | ↗301 745   | ↗340 028   | ↗445 443   | ↗467 294 | ↗468 773 | ↗475 645 | ↗481 565 | ↗486 970 |
| 2007     | 2008     | 2009     | 2010       | 2011       | 2012       | 2013       | 2014     | 2015     | 2016     | 2017     | 2018     |
| ↗492 669 | ↗499 502 | ↗508 090 | ↘412 529   | ↗414 524   | ↗430 495   | ↗442 255   | ↗453 010 | ↗463 893 | ↗472 776 | ↗480 474 | ↗488 043 |
| 2019     | 2020     | 2021     | 2022       | 2023       | 2024       | 2025       |          |          |          |          |          |
| ↗497 393 | ↗507 061 | ↗509 541 | ↗511 316   | ↗519 078   | ↗527 220   | ↗534 491   |          |          |          |          |          |

Примечание: информация о численности населения, указанная в 1936—1944 гг. и 1957—1989 гг. — данные по Чечено-Ингушетии.
Численность населения республики, по данным Росстата, составляет 534 491 чел. (2025). По данным переписи 2021 года население республики составило 510 тысяч жителей. Из них городское население 279 тысяч (55 %), сельское — 231 тысячи (45 %). Плотность населения — 171,15 чел./км² (2025).
В Ингушетии самый высокий уровень рождаемости среди субъектов Российской Федерации; так, в 1992 году население республики составляло 211 тысяч человек, в 1998 году — 313 тысяч, в 2002 году — 467 тысяч, в 2021 году — 510 тысяч человек.
Достоверность данных
Специалисты высказывают сомнения в достоверности официальных данных о численности населения Ингушетии. Так, Наталья Зубаревич пишет, что за пять лет был скачкообразный рост с 280 до 450 тысяч и что данные переписи 2002 года были завышены на 100 тысяч человек. В переписи 2010 года данные уточнили, и в результате численность населения Ингушетии уменьшилась на 12 % по сравнению с оценками. Независимый демограф Алексей Ракша считает, что эти данные всё равно завышены, и в реальности население Ингушетии на 2021 год составляло не 515 тысяч, а только 330 тысяч человек.
Продолжительность жизни
Ингушетия имеет ожидаемую продолжительность жизни значительно выше, чем в других субъектах Российской Федерации.
Расселение

Интерактивная диаграмма сравнения продолжительности жизни мужчин и женщин в субъектах РФ за 2021 год. Откройте в новом окне и наведите мышью на элементы графика, чтобы увидеть детальную информацию.

Большинство населения по переписи 2020 составляют ингуши — 93 % населения (473 440 чел.). Среди других национальностей самыми крупными являются — чеченцы — 2,4 % (12 240 чел.) и русские — 0,64 % (3294 чел.). Также по данным переписи 2020 — 3,6 % населения (18 404 чел.) не указали или отказались указать свою национальность.
Ингуши расселены по всей территории республики. Чеченцы в основном проживают в ряде сёл Сунженского и Малгобекского районов. Русские проживают в Сунже и станицах Троицкой, Нестеровской и Вознесенской, а также в крупных городах. Турки расселены в станице Вознесенской и Малгобекском районе, а также в городе Назрань. Остальные этнические группы не имеют чёткого ареала проживания. В городах республики проживают небольшими группами узбеки, таджики, вьетнамцы и азербайджанцы.

### Национальный состав
Преобладающим этносом являются ингуши. Бо́льшая часть русского населения покинула Ингушетию в конце 90-х годов XX века; в свою очередь, в 1990-е и первой половине 2000-х на территорию Ингушетии прибыло большое количество беженцев из Чечни и Северной Осетии, позднее с 2000-х годов около 28 000 вынужденных беженцев ингушей вернулись обратно в Северную Осетию, так же большая часть беженцев из Чечни вернулись обратно.

Основные национальности:
| Народ         | Численность, чел. (2002) | %        | Численность, чел. (2010) | %        | Численность, чел. (2020) | %        |
| ------------- | ------------------------ | -------- | ------------------------ | -------- | ------------------------ | -------- |
| Ингуши        | 361 057                  | 77,27 %  | 385 537                  | 93,46 %  | 473 440                  | 93 %     |
| Чеченцы       | 95 403                   | 20,42 %  | 18 761                   | 4,55 %   | 12 240                   | 2,4 %    |
| Русские       | 5559                     | 1,19 %   | 3215                     | 0,78 %   | 3 294                    | 0,64 %   |
| Турки         | 903                      | 0,19 %   | 732                      | 0,18 %   | 242                      | 0,047 %  |
| Азербайджанцы | 123                      | 0,03 %   | 83                       | 0,02 %   | 86                       | 0,018 %  |
| Кумыки        | 136                      | 0,03 %   | 118                      | 0,03 %   | 82                       | 0,017 %  |
| Лезгины       | 108                      | 0,02 %   | 76                       | 0,02 %   | 72                       | 0,015 %  |
| Осетины       | 106                      | 0,02 %   | 74                       | 0,02 %   | 72                       | 0,015 %  |
| Кабардинцы    | 38                       | 0,01 %   | 41                       | 0,01 %   | 71                       | 0,014 %  |
| Аварцы        | 102                      | 0,02 %   | 101                      | 0,02 %   | 63                       | 0,013 %  |
| Балкарцы      | 39                       | 0,01 %   | 41                       | 0,01 %   | 50                       | 0,012 %  |
| Грузины       | 323                      | 0,07 %   | 100                      | 0,02 %   | 40                       | 0,007 %  |
| Украинцы      | 189                      | 0,04 %   | 91                       | 0,02 %   | 34                       | 0,006 %  |
| другие        | 3087                     | 0,66 %   | 632                      | 0,15 %   | 1351                     | 0,26 %   |
| не указали    | 262                      | 0,06 %   | 2897                     | 0,70 %   | 18 404                   | 3,6 %    |
| всего         | 467 294                  | 100,00 % | 412 529                  | 100,00 % | 509 541                  | 100,00 % |

Языки
Согласно Конституции официальных языков в республике два — ингушский и русский.

## Административное деление
Районы (муниципальные районы) и города республиканского значения (городские округа)
| №   | Название           | Административный центр |
| --- | ------------------ | ---------------------- |
| 1   | Джейрахский район  | село Джейрах           |
| 2   | Малгобекский район | город Малгобек         |
| 3   | Назрановский район | город Назрань          |
| 4   | Сунженский район   | город Сунжа            |
| I   | город Карабулак    | город Карабулак        |
| II  | город Магас        | город Магас            |
| III | город Малгобек     | город Малгобек         |
| IV  | город Назрань      | город Назрань          |
| V   | город Сунжа        | город Сунжа            |

### История
При восстановлении государственности и образования современной Республики Ингушетия в её составе были три административных района бывшей Чечено-Ингушетии: Сунженский, Малгобекский и Назрановский. В 1992 году указом Президента республики Руслана Аушева был образован также Джейрахский район.

### Столица
После образования республики её административный центр находился в городе Назрани. В 2000 году столицей Ингушетии стал специально построенный для этого город Магас — самый малонаселённый административный центр субъекта Российской Федерации.

### Населённые пункты
В Ингушетии 122 населённых пункта, в том числе 5 городов республиканского значения и 117 сельских населённых пунктов.
Населённые пункты с численностью населения более 5000 чел.
| Назрань      | ↗127 994 | Экажево   | ↗28 362 | Яндаре          | ↗10 579 |
| Сунжа        | ↗63 378  | Кантышево | ↗17 573 | Магас           | ↗19 199 |
| Карабулак    | ↗44 643  | Плиево    | ↗17 212 | Верхние Ачалуки | ↗8832   |
| Малгобек     | ↗38 704  | Сурхахи   | ↗13 722 | Галашки         | ↗7493   |
| Нестеровская | ↗18 614  | Барсуки   | ↗7922   | Долаково        | ↗7056   |
| Троицкая     | ↗23 616  | Сагопши   | ↗13 168 | Инарки          | ↗7625   |

## Государственное и политическое устройство

### Конституция
Конституция — основной закон Республики Ингушетия. Принята на всеобщем голосовании 27 февраля 1994 года. Первоначально состояла из 114 статей. Одной из отличительных особенностей Конституции Ингушетии является то, что она единственная на тот период из всех региональных конституций страны, которая была принята всем народом, то есть на референдуме, а не каким-либо законодательным (представительным) органом.

### Глава
Высшим должностным лицом Республики является глава, избираемый депутатами Народного собрания Республики Ингушетия сроком на 5 лет.
Список глав Ингушетии:
- Руслан Аушев (7 марта 1993 — 28 декабря 2001);
- врио Ахмед Мальсагов (28 декабря 2001 — 23 мая 2002);
- Мурат Зязиков (23 мая 2002 — 30 октября 2008);
- Юнус-бек Евкуров (с 31 октября 2008 по 25 июня 2019);
- Махмуд-Али Калиматов (с 26 июня 2019).

### Народное собрание
Народное собрание Республики Ингушетия — законодательный орган (парламент) Ингушетии, состоящий из 21 депутата. Избирается на всеобщем голосовании. Главой Народного собрания является председатель Народного собрания.
Согласно Конституции, к ведению Народного собрания Республики Ингушетия относится:
1. Принятие законов Республики Ингушетия;
2. Внесение поправок в Конституцию Республики Ингушетия, за исключением главы первой настоящей Конституции;
3. Установление порядка проведения выборов в органы местного самоуправления и определение в пределах своих полномочий порядка деятельности органов местного самоуправления;
4. Установление административно-территориального устройства Республики Ингушетия и порядка его изменения;
5. Утверждение республиканского бюджета и отчёта о его исполнении;
6. Утверждение программ социально-экономического развития Республики Ингушетия;
7. Дача согласия президенту Республики Ингушетия на назначение председателя Правительства Республики Ингушетия;
8. Назначение Председателя, заместителя председателя и судей Конституционного суда Республики Ингушетия;
9. Согласование кандидатур для назначения на должности председателей, заместителей председателей и судей Верховного суда Республики Ингушетия, Арбитражного суда Республики Ингушетия, районных судов;
10. Утверждение заключения и расторжения договоров Республики Ингушетия, а также соглашения об изменении границы Республики Ингушетия;
11. Назначение даты выборов президента Республики Ингушетия и депутатов Народного собрания Республики Ингушетия;
12. Назначение половины членов Избирательной комиссии Республики Ингушетия;
13. Назначение референдума Республики Ингушетия в случаях и порядке, предусмотренных республиканским конституционным законом;
14. Установление налогов и сборов, отнесённых федеральным законом к компетенции субъектов Российской Федерации, а также порядка их взимания;
15. Установление порядка образования и деятельности внебюджетных и валютных фондов Республики Ингушетия, утверждение отчётов о расходовании средств этих фондов;
16. Установление порядка управления и распоряжения собственностью Республики Ингушетия;
17. Осуществление иных полномочий, предусмотренных федеральными законами, Конституцией и законами Республики Ингушетия.

### Правительство
Высшим исполнительным органом государственной власти является Правительство Республики Ингушетия. Глава правительства — председатель Правительства Республики Ингушетия, назначаемый Главой Республики Ингушетия с согласия Народного собрания Республики Ингушетия. Правительство Республики Ингушетия состоит из председателя, его заместителей и министров Республики Ингушетия.
Правительство Республики Ингушетия:
1. Осуществляет в пределах своих полномочий руководство органами исполнительной власти Республики Ингушетия.
2. Разрабатывает и реализует программы социально-экономического и национально-культурного развития Республики Ингушетия.
3. Разрабатывает и исполняет республиканский бюджет.
4. Осуществляет меры по обеспечению комплексного социально-экономического развития Республики Ингушетия, проведению единой государственной политики в области финансов, науки, образования, здравоохранения, социального обеспечения и охраны окружающей среды.
5. Принимает в соответствии с законодательством меры по реализации, обеспечению и защите прав и свобод человека и гражданина, охране общественного порядка и борьбе с преступностью.
6. Управляет и распоряжается собственностью Республики Ингушетия, а также федеральной собственностью, переданной в управление Республики Ингушетия.
7. Заключает с федеральными органами исполнительной власти договоры о разграничении предметов ведения и полномочий, а также соглашения о взаимной передаче осуществления части своих полномочий.
8. Осуществляет иные полномочия, предусмотренные Конституцией и законами Республики Ингушетия, соглашениями с федеральными органами исполнительной власти, предусмотренными статьёй 78 Конституции Российской Федерации.

### Судебная власть и прокуратура
В Республике Ингушетия действуют Верховный Суд Республики Ингушетия, Арбитражный суд Республики Ингушетия, районные суды и мировые судьи.

## Территория
Из-за территориальных споров площадь республики в различных источниках указывалась от 2600 км² до 3800 км², при этом чаще всего — 3400—3600 км². Согласно официальные данным на 2017 год площадь республики составляла 3628 км². После подписания соглашения о границе между главами Ингушетии и Чечни в 2018 году площадь территории республики составила 3123 км². Официальный сайт Республики Ингушетии продолжает указывать 3600 км².

### Территориальный спор с Северной Осетией
Между Северной Осетией и Ингушетией существует территориальный спор — Ингушетия оспаривает восточную историческую часть Пригородного района, правобережную часть города Владикавказа и часть Моздокского района, а именно так называемый «Кескемский коридор» или «Моздокский коридор» — узкая полоса земли, отделяющая Ингушетию от Кабардино-Балкарии и на которой расположено ингушское селение Кескем.
В статье 11 Конституции Ингушетии закреплено, что важнейшей задачей государства является «возвращение политическими средствами незаконно отторгнутой у Ингушетии территории и сохранение территориальной целостности Республики Ингушетия».

### Граница с Грузией
Ингушетия имеет границу с Грузией протяжённостью около 45 км. Она проходит по Главному Кавказскому хребту, южной границе Джейрахского района республики. В этих приграничных ущельях находятся родовые сёла крупнейших ингушских фамилий-тейпов: Барахоевых, Баркинхоевых, Гелатхоевых, Евлоевых, Картоевых, Коккурхоевых, Оздоевых, Хамхоевых, Холухоевых, Цороевых, Шанхоевых и других.

## Символы республики

### Флаг
Разработка флага началась в январе 1994 года, через два года после создания республики. Утверждён он был 15 июня 1994 года. В 1999 году флаг был незначительно изменён. Автор флага — писатель, профессор, академик, учёный фольклорист, директор НИИ им. Ч. Ахриева Дахкильгов Ибрагим Абдурахманович:

«Статья 1. Государственный флаг Республики Ингушетия представляет собой прямоугольное полотнище белого цвета, в центре которого размещён солярный знак в форме красного контура круга с отходящими от него тремя лучами, каждый из которых оканчивается незавершённым контуром круга. Отношение ширины флага к его длине — 2:3.
По всей длине верхней и нижней части флага имеются две полосы зелёного цвета, каждая из которых шириной в одну шестую ширины флага. Радиус внутреннего круга солярного знака составляет одну одиннадцатую ширины флага. Радиус незавершённого круга на конце лучей солярного знака составляет одну двадцать пятую ширины флага. Ширина полосы, образующей окружность солярного знака, составляет одну одиннадцатую ширины флага. Ширина полосы лучей солярного знака составляет одну двадцатую ширины флага.
Один из лучей солярного знака располагается вертикально по отношению к длине флага и находится в верхней части Государственного флага Республики Ингушетия. Расстояние между верхней точкой незавершённого круга на конце лучей и внешним кругом солярного знака составляет одну девятую ширины флага.
Лучи располагаются равномерно по всей окружности солярного знака и направлены против движения часовой стрелки».

### Герб
Принят Народным Собранием республики 26 августа 1994 года. Согласно Закону о Государственном гербе Республики Ингушетия:

«Государственный герб Республики Ингушетия представляет собой круг, в центре которого изображён орёл с распростёртыми крыльями, — символ благородства и мужества, мудрости и верности.
В центре герба по вертикальной оси на фоне Кавказских гор расположена боевая башня Овлура, символизирующая древнюю и молодую Ингушетию.
В левой стороне от башни Овлура изображена Столовая гора („Маьт лоам“), в правой гора Казбек („Башлоам“).
Над горами и башней изображён полукруг Солнца, находящегося в зените, от которого исходит вниз семь прямых лучей.
В нижней части малого круга изображён солярный знак, символизирующий вечное движение Солнца и Земли, взаимосвязь и бесконечность всего сущего. Дугообразные лучи солярного знака повёрнуты против движения часовой стрелки.
Между большим и малым кругами надпись: вверху — „Республика Ингушетия“, внизу — „ГӀалгӏай Мохк“.
Государственный герб Республики Ингушетия исполняется в пяти цветах: белом, голубом, зелёном, красном и золотисто-жёлтом.
Белый цвет символизирует чистоту помыслов и действий, характерных народу Ингушетии; голубой — символ неба, космоса; зелёный цвет олицетворяет природу, изобилие и плодородие земли Ингушетии, а также — это символ Ислама; красный цвет — это символ многовековой борьбы ингушского народа за выживание; жёлтый цвет — цвет Солнца, дарующего жизнь человеку и природе».

### Гимн
Гимн Ингушетии утверждён в 1993 году. Автор музыки — Р. М. Зангиев. Автор слов этого гимна — ингушский поэт Рамзан Цуров. Затем, в 2005 году, был утверждён новый гимн Ингушетии. В 2010 году был официально возвращён вариант гимна 1993 г.

## Культура

### Достопримечательности
В Ингушетии много различных достопримечательностей: часть из них расположена в равнинной части, а часть — в Горной Ингушетии. На территории республики создаются туристические маршруты для более удобного ознакомления с культурой и историей региона.

#### Мемориалы и памятники
Крупнейшим мемориальным комплексом в республике является Мемориал памяти и славы, находящийся в Назрани и посвящённый важнейшим памятным датам, трагическим и торжественным событиям в истории Ингушетии. Ансамбль мемориала являет собой сложное и гармоничное сочетание архитектуры и природы. Памятники и композиции комплекса отражают исторические события и представляют выдающихся личностей, внёсших значительный вклад в становление и развитие ингушской государственности. Он также даёт представление об основных этапах истории Ингушетии: от вхождения в состав России до сегодняшнего времени.
Составной частью Мемориала памяти и славы, венчающей его ансамбль, является другой памятник Мемориальный комплекс жертвам репрессий. Он был основан ещё ранее, в феврале 1997 года. В основе экспозиции — материалы (картины, фотографии, документы) о депортации народов в 1944 году и осетино-ингушском конфликте 1992 года. Комплекс построен в виде девяти ингушских башен, совмещённых вместе и опутанных колючей проволокой, символизирующих девять депортированных народов. Мемориал внесён в реестр Академии художеств России.

#### Памятники архитектуры
- Храм Тхаба-Ерды (ингуш. Ткъобӏа–Ерды) — древнейший христианский храм на территории Российской Федерации, памятник архитектуры, возникший около VIII—IX веков. По мнению автора проекта реставрации Л. А. Химсашвили сооружение несколько раз видоизменялось и до нашего времени дошёл вид XIV—XVI веков[181]. Карнизы и арки храма украшены различными узорами — растительной плетёнкой, широко распространённой в грузинской архитектуре видом орнамента. Храм имеет много характерных черт (таких как, интерьер, разделение стрельчатыми арками, барельеф восточной стены характер кладки и другие), свойственных культовым сооружениям горной Ингушетии. Крыша храма ранее была двускатная и состояла из шиферного сланца и нескольких каменных плит[181]. Будучи самым большим сооружением подобного рода в горной Ингушетии, храм Тхаба-Ерды представляет сочетание архитектуры культовых зданий ингушского и грузинского зодчества[181]. Храм долгое время был главным культовым сооружением горной Ингушетии, её духовным и культурным центром[182]
- Мавзолей Борга-Каш (ингуш. Боргӏа-Каш) — один из самых ранних сохранившихся мусульманских памятников в Ингушетии. Мавзолей Борга-Каш является памятником истории и культуры федерального значения и находится под охраной государства. Расположен на северо-западной окраине с. п. Плиево, на левом берегу реки Сунжи, на склоне холма, являющегося отрогом Сунженского хребта (высота над уровнем моря 652 м), известного в Ингушетии как гора Шейха. Внешне мавзолей представляет собой куб правильной формы с куполом в форме полушария. Имеет вход в виде арки[183].
- Святилище Мятцели — одно из трёх культовых сооружений, расположенных на горе Маьт-лоам. Имеет прямоугольное основание и ступенчатую двускатную крышу, с боковых сторон — два входа-арки.
- Селение Вовнушки — башенные постройки XVI—XVII вв., комплекс сооружений, входящий в Джейрахско-Ассинский государственный историко-архитектурный и природный музей-заповедник.
- Селение Мецхал — комплекс сооружений башенного типа, расположенный на отроге горы Маьт-лоам. Этот башенный комплекс был административным и культурно-экономическим центром поздне-средневекового Джейрахско-Мецхальского горно-ингушского общества.
- Селение Эрзи — Эрзи (в переводе означает «орёл») насчитывает несколько десятков жилых и боевых башен, сложенных из валунов и поставленных непосредственно на материк. Боевые башни в высоту достигают 25—30 метров при ширине стен у подножия до 6 метров.

|                        |  |                                      |  |            |  |                         |  |
| Боевые башни аула Эрзи |  | Башни над селом Ляжги в долине Армхи |  | Аул Таргим |  | Замок-крепость Вовнушки |  |

#### Заповедники
- Джейрахско-Ассинский государственный историко-архитектурный и природный музей-заповедник — включает в себя горную зону, и такие памятники природы, как Таргимская долина, ущелья рек Армхи и Асса.
- Эрзи — заповедник в Джейрахском районе. Создан 21 декабря 2000 года. Расположен на северном склоне Большого Кавказа, в Джейрахско-Ассинской котловине и прилегающих к ней с севера горах Скалистого хребта. Площадь — 5970 га[184].

#### Заказники
- Заказник «Ингушский» — расположен на территории Сунженского и Джейрахского районов Ингушетии. К основным объектам охраны относятся: зубр, тур, кабан, косуля, серна, безоаровый козёл. На территории заказника также охраняются памятники истории и древней культуры. Площадь заказника составляет 70 000 га[185].

### Театры
- Ингушский государственный драматический театр имени И. Базоркина[186]
- Русский государственный музыкально-драматический театр Республики Ингушетия
- Государственный русский музыкально-драматический театр «Современник»
- Ингушский государственный театр юного зрителя[187]
- Государственная филармония Республики Ингушетия имени А. Хамхоева

### Музеи
- Ингушский государственный музей краеведения имени Т. Х. Мальсагова
- Малгобекский музей боевой и трудовой славы
- Мемориальный комплекс жертвам репрессий
- Музей-квартира С. Орджоникидзе
- Дом-музей героя Шерипова
- Государственный музей изобразительных искусств Республики Ингушетия
- Мемориальный дом-музей Г. С. Ахриева[188]

### Музыка
Жанры ингушского музыкального фольклора подразделяются на три вида: самостоятельная инструментальная музыка (ингуш. ладугӏа йиш), музыка для танцев, шествий, джигитовки и т. д. (ингуш. халхара йиш) и вокальная музыка (ингуш. илли.). Илли — один из традиционных вокальных жанров, представляющий собой определённые напевы песен на героическую, эпическую, военную тематику. Исполнитель илли называется илланча, иллиалархо. Обычно «илли» исполняется под аккомпанемент какого-либо музыкального инструмента (на котором играет обычно сам исполнитель). «Илли» — «Песня», «Ашар» — «Музыка», «Мукъам» — «Мелодия», «Йиш» — «Напев», «Агаилли» — «Колыбельная». Традиционные музыкальные инструменты — дахчан-пандар (мерза-пондар) (3-х струнный щипковый), 1атхьокх-пандар (ч1ондарг) (3-х струнный смычковый), гармоника (ингуш. каьхат-пандар), баян, аккордеон, зурна, барабан — доуль (ингуш. фата, гавал), бубен (ингуш. жирг1а, жиргиа, теп.)
— Государственное бюджетное учреждение «Филармония имени А. Э. Хамхоева»

### Танец
Известные танцевальные коллективы Республики Ингушетия:
- Государственный ансамбль народного танца «Ингушетия»
- Детско-юношеский танцевальный ансамбль «Сунжа»
- Зори Ингушетии

### Кухня
Одним из наиболее важных и основных пищевых продуктов ингушей и чеченцев является мясо. Бо́льшая часть блюд готовится из баранины, говядины или птицы в натуральном виде. Излюбленный напиток — очень крепкий и горячий чай.
Много блюд готовится из кукурузы, творога, тыквы, черемши. Гарниры, как правило, овощные и крупяные.
Неотъемлемые компоненты большинства блюд — лук, чеснок, перец. Как и многие другие кухни народов Кавказа, ингушская кухня использует в больших количествах острые приправы и зелень.
Хлеб — преимущественно, белый.
Очень популярны мучные изделия с разными видами начинок из творога, картофеля, тыквы (чапилгаш (чӏаьпилгаш — инг.), хынгалыш), лепёшки из кукурузной муки (сискал), которые обязательно подаются с творогом и сметаной (тlоа-берх) или с творогом и топлёным маслом (кӏолд-даьтта, кӏодар (кӏодар — инг.)). Также популярны галушки с мясом — дулх-хьалтӏам которые подаются с соусами из чеснока, черемши и картофельного соуса «берх».

### Киноиндустрия и киноискусство
- Киностудия «Магасфильм»
- Кинокомпания «Магас»
- Творческое объединение — «Зокх»
- Студия театра и кино «Барт»

## Религия
Доминирующая религия — ислам суннитского толка, также присутствует православное христианство. Зарегистрировано 15 мусульманских общин, 45 мечетей, 26 медресе — за их развитие отвечает Духовное управление мусульман Ингушетии. В Сунже действует Исламский институт, а в Малгобеке — «Ингушский исламский университет имени Хаматхана-Хаджи Барзиева»
В республике действуют три православных храма: в Сунже, Карабулаке и в станице Троицкой.

## Экономика

### Общая характеристика
Ингушетия — аграрно-индустриальная республика. 60 % территории занимают земли сельскохозяйственного назначения, из них половина угодий — пашни.
Экономика — слаборазвитая и сверхдотационная. Доля собственных доходов в Республике Ингушетия составляет всего 15 %. По объёмам производства продукции сельского хозяйства занимает в России 37-е место. В списке российских регионов по валовому региональному продукту (ВРП) Ингушетия занимает 85-е место. В 2021 году Ингушетия замкнула рейтинг регионов РФ по уровню безработицы с общим процентом безработных 30,5 %.

### Сельское хозяйство
В Республике Ингушетия почвы чернозёмные, плодородные. Климат континентальный. Природно-климатические условия благоприятны для развития сельского хозяйства. Земли сельскохозяйственного назначения занимают 60 % территории, из них почти половина угодий — пашня.
Основными сельскохозяйственными культурами являются зерновые, подсолнечник, овощи, картофель. Значительное развитие имеют также виноградарство и табаководство. Посевы кукурузы, пшеницы, овса, ячменя, сахарной свёклы. Доля государственного сектора экономики составляет не более 25 %, остальная часть приходится на другие формы собственности. В республике функционируют около 900 крестьянских фермерских хозяйств. Сельскохозяйственные угодья составляют 222,2 тыс. га, в том числе пашни 112,2 тыс. га, многолетние насаждения 2,5 тыс. га, сенокосы — 9,6 тыс. га, пастбища — 97,9 тыс. га. В республике насчитывается 115 крупных и средних сельскохозяйственных предприятий.
Животноводство
Традиционные направления животноводства — разведение крупного рогатого скота молочного и мясомолочного направления, а также овцеводство и козоводство.
На конец февраля 2021 года поголовье крупного рогатого скота 68 531 голов (+2,0 %), в том числе 35 341 коров (+5,5 %). Численность овец и коз 285 896 голов (+32,1 %), что обусловлено ростом количества личных подсобных хозяйств, занимающихся разведением этих животных. Поголовье птицы 348 тыс. голов (+2.6 %).
В феврале в Ингушетии было произведено 8 928,9 т молока (на 11,3 % больше), существенный рост выпуска молока обусловлен обновлением стада (в хозяйствах всех категорий выбраковывают низкопродуктивный скот и приобретают высокопродуктивный).
Растениеводство
На 10 августа 2020 года зерновые культуры были обмолочены на площади 23,5 тыс. га (43,6 %), валовой сбор зерна составил 61,1 тыс. т при средней урожайности 25,9 ц/га (в 2019 средняя урожайность составляла 12,5 ц/га). Завершена уборка озимого ячменя: убрано 8,1 тыс. га, намолочено 23,2 тыс. т зерна при средней урожайности 28,7 ц/га (год назад с 6,1 тыс. га было собрано 8,4 тыс. т ячменя при урожайности 14,9 ц/га). Завершается уборка озимой пшеницы: обмолочено 12,4 тыс. га, или 91,4 % от планового значения, собрано 33,9 тыс. т зерна при средней урожайности 27,4 ц/га (годом ранее с 13,0 тыс. га было получено 17,2 тыс. т пшеницы, урожайность составляла 14,2 ц/га). Ведётся уборка озимого рапса, под который в этом году отведено 488 га (в 2019 году рапс в регионе не возделывали). Уже убрано 75 га, собрано 82,5 т этой культуры при средней урожайности 11,0 ц/га.
Садоводство
Ингушетия вошла в число основных регионов России по производству ягод и фруктов.
В 2022 году валовой сбор плодово-ягодных культур составил 64,4 тыс. тонн, что на 71,9 % выше уровня 2021 года. Из них яблок было собрано 64,1 тыс. тонн. Рекордный урожай яблок получил ООО «Сад-Гигант Ингушетия» (58,1 тыс. тонн яблок при урожайности 680 ц/га). Кроме того, урожай косточковых (абрикосы, черешня, сливы) был равен 165 тонн (рост на 92,3 %). Также урожай малины составил 126 тонн (рост на 36,9 %).
Валовой сбор бахчевых культур в 2022 году достиг 3 тыс. тонн, это в два раза больше уровня 2021 года (арбузы — более 2 тыс. тонн; дыни — 1 тыс. тонн).

### Промышленность
Промышленность Республики Ингушетия развита слабо. Наиболее развита нефтедобывающая («Ингушнефть»), нефтехимическая, химическая промышленность («Химпром»), газоперерабатывающая и металлообрабатывающая промышленность (завод лёгких сплавов «Вилс»). Более 74,6 % объёма промышленного производства приходится на нефтепромышленный комплекс. В 2003 году уровень годовой добычи нефти был около 300 тыс. тонн, однако в последние годы (по данным на 2009 год) добыча нефти упала до 50 тыс. тонн.
Производство нефти на территории Ингушетии ведётся с 1915 года.
Вторая по значению отрасль промышленности республики — пищевая — базируется на местных сельскохозяйственных ресурсах.
Также налажена работа трикотажных и пищевых предприятий.
Другие предприятия — кондитерская фабрика «Россия» (Малгобек), полиграфический комбинат (Назрань), домостроительный комбинат, кирпичные заводы (город Назрань и станица Нестеровская), завод электродвигателей малой мощности (Назрань), мебельная фабрика (Сунжа), хлебозавод (Назрань).

### Энергетика
Ингушетия является одним из двух регионов России, в которых отсутствуют электростанции; таким образом, весь объём потребляемой в регионе электроэнергии поступает извне. В 2020 году на территории Ингушетии энергопотребление составило 827 млн кВт⋅ч, максимум нагрузок — 141 МВт.

### Инфраструктура
По территории Ингушетии проходит участок Северо-Кавказской железной дороги и участок автомобильной дороги федерального значения «Ростов-Баку» протяжённостью 40 километров. Общая протяжённость автомобильных дорог около 900 км, в том числе с асфальтобетонным покрытием — 651 км, с гравийным — 250 км. Продолжается строительство и развитие внутреннего аэропорта «Магас». Существуют телефонная связь, радио и телевидение.

### Инвестиционная привлекательность
Республика Ингушетия принадлежит к числу регионов с крайне низкими значениями интегральных индексов. Инвестиционный рейтинг региона — 3D (низкий потенциал — экстремальный риск). В инвестиционном рейтинге регионов республика занимает 84-е место по инвестиционному риску и 78-е по инвестиционному потенциалу. Наименьший инвестиционный риск — экологический, наибольший — финансовый. Наибольший инвестиционный потенциал — инфраструктурный.
В 1994 году в Ингушетии была создана Зона Экономического Благоприятствования (ЗЭБ), затем Центр развития предпринимательства (ЦРП). Благодаря этому был запущен механизм получения инвестиций — Ингушетия получила статус одной из наиболее привлекательных офшорных зон мира. В период работы ЗЭБ и ЦРП (1994—1999) в льготном режиме работало более 7000 предприятий и возведено свыше 100 различных объектов. Первый офшорный центр России был создан и действовал на основании Федерального закона № 16-ФЗ от 30.01.96 «О центре международного бизнеса „Ингушетия“» (Утратил силу с 1 января 2005 года).
25 июля 2012 года в целях осуществления гарантий государственной защиты прав и законных интересов субъектов предпринимательской деятельности на территории Республики Ингушетия и, тем самым, развития инвестиционного и делового климата в регионе, Указом Главы республики учреждена должность Уполномоченного по правам предпринимателей в Республике Ингушетия.

### Финансовая устойчивость
- Финансовая устойчивость — значительный спад;
- Экономическая устойчивость — спад;
- Рейтинг социальной устойчивости — спад;
- Комплексный рейтинг антикризисной устойчивости — рост[208].

## Социальная сфера

### Социально-экономические показатели
В Ингушетии самый высокий уровень безработицы в России — свыше 30 %. Показатели обеспеченности базовыми услугами в республике — одни из самых низких в стране из-за быстрого роста численности населения и неразвитости городских центров.
Ингушетия является единственным субъектом Российской Федерации, где нет дома престарелых за отсутствием их необходимости в ингушском обществе.

### Здравоохранение
В Ингушетии самая большая рождаемость среди субъектов Российской Федерации. Лечебно-профилактическая помощь населению оказывается в 73-х лечебных учреждениях в республике — больницах, диспансерах, поликлиниках и т. д. В последнее время наблюдается недостаточность квалифицированных кадров и медицинского оборудования. В 2008 году было заявлено о строительстве Республиканской многопрофильной больницы с поликлиникой и Перинатального центра в Магасе.
В Джейрахском районе республики также расположен лечебно-оздоровительный комплекс «Джейрах», включающий в себя курорт «Солнечная долина Армхи». Комплекс построен в 1999 году.

### Образование и наука
Высшее
Главное высшее учебное заведение республики — Ингушский государственный университет (ИнгГУ), открытый в 1994 году. ИнгГУ — один из самых молодых университетов России; в нём обучаются около 10 тысяч студентов. В составе ИнгГУ девять факультетов: агроинженерный, медицинский, педагогический, физико-математический, филологический, финансово-экономический, химико-биологический, экономический и юридический, а также 43 кафедры.
Среднее
Благодаря высокому росту населения, треть населения в Ингушетии составляют дети. В республике функционируют 106 школ; этого количества не хватает и ощущается жёсткий дефицит школьных мест. Согласно государственной программе компьютеризации школ, в республику было закуплено свыше 400 компьютеров и модернизировано 80 школ.
В Назрани, Карабулаке и Малгобеке работают школа-лицей, школы-гимназии, Горский кадетский корпус, гуманитарно-технический и медицинский колледжи.

## Спорт
За развитие спорта отвечает республиканское Министерство по физической культуре и спорту. 21 мая 1996 года принят Закон Республики Ингушетия «О физической культуре и спорте».
В Ингушетии существует собственный футбольный клуб «Ангушт». Ингушские спортсмены выигрывали также первенства России по дзюдо и боксу. С 2002 года ассигнования республики на спорт выросли в 3 раза и составляют сейчас более 25 млн рублей.
Построено семь физкультурно-оздоровительных комплексов, четыре спортивные школы. Приоритетными являются, прежде всего, силовые виды спорта — греко-римская борьба, вольная борьба, восточные единоборства, бокс, дзюдо, тяжёлая атлетика.
На Олимпиаде в Сеуле в 1988 году штангист Исраил Арсамаков завоевал золотую медаль; Олимпийскими чемпионами также являются Назир Манкиев (борьба) и Рахим Чахкиев (бокс), завоевавшие свои медали на Олимпиаде в Пекине в 2008 году. В 2016 году, Хасан Халмурзиев выиграл золото на Олимпиаде в Рио-де-Жанейро. Ваха Евлоев имеет звание чемпиона Европы по вольной борьбе. Пятикратным чемпионом мира по боксу является Ахмед Котиев — нынешний министр по физической культуре и спорту республики. Один из первых, из ингушей, чемпион Казахстана по дзюдо и бронзовый призёр чемпионата СССР по дзюдо Леймоев Алихан Мусаевич. На проходивших в 2010 году в Сингапуре Летних юношеских Олимпийских играх Руслан Аджигов принёс России первую золотую медаль, победив в турнире по греко-римской борьбе в весовой категории до 85 кг, став таким образом первым российским чемпионом Первых юношеских Олимпийских игр. 3 августа 2021 года на Олимпийских играх в Токио Муса Евлоев, уроженец Ингушетии, победив в финальной схватке действующего олимпийского чемпиона Рио-де-Жанейро (2016) в весовой категории до 98 кг спортсмена из Армении Артура Алексаняна, принёс России единственное золото Олимпиады в греко-римской борьбе.
Большой популярностью пользуются смешанные боевые искусства. Так, на территории Ингушетии функционируют уже несколько спортивных клубов смешанных единоборств, такие как «Калой» (г. Назрань), «Нарт» (Сунжа), «Боец» и др. Проводятся открытые республиканские чемпионаты. Кроме того, с 2012 года в Республике Ингушетия ежегодно проводится международный турнир по смешанным единоборствам (Mixfight) «Битва в горах», в котором принимают участие как местные спортсмены, так и известные бойцы из различных регионов России и Мира.

## СМИ

### Телевидение
- ГНТРК «Ингушетия» — первый и единственный собственный спутниковый телеканал Республики Ингушетия;
- ГТРК «Ингушетия» — филиал ВГТРК в Республике Ингушетия;

### Радиостанции
В настоящее время в Ингушетии функционируют две радиостанции. Ингушская национальная радиостанция «Ингушетия» была запущена 31 июля 2014 года. Радиостанция вещает на волне 88,0 FM и включена в крупнейший портал радиостанций — TuneIn. Информационно-развлекательная радиостанция «Radio Republic» вещает на волне 102,4 FM.
Ранее в Ингушетии работала радиолюбительская коллективная коротковолновая радиостанция Региональной общественной организации радиолюбителей Ингушетии. В 2010-15 гг. функцианировало «Радио Ангушт». Оно вещало на волне 104,0 FM. Основным направлением радио было духовно-нравственное и национально-патриотическое воспитание населения. Радио Ангушт было закрыто в 2015 году из конфликта Главы Республики Ингушетия Юнус-Бека Евкурова с Духовным центром мусульман Ингушетии.

### Печатные издания
- Общенациональная газета «Сердало» (выходит с 1923 года);
- Республиканская общественно-политическая газета «Ингушетия»;
- Районная общественно-политическая газета «Знамя Труда»[228][229];
- Районная общественно-политическая газета «Народное слово»[230];
- Городская общественно-политическая газета «Голос Назрани»;
- Журнал «Литературная Ингушетия»;
- Журнал «Селаӏад».

### Интернет-ресурсы
- Официальный сайт Республики Ингушетия — Ингушетия.ру[231].
- Официальный сайт Народного Собрания Республики Ингушетия — parlamentri.ru[232].
- Официальный сайт Правительства Республики Ингушетия — pravitelstvori.ru[233].
- Крупнейшие интернет-провайдеры — ОАО «Ингушэлектросвязь» и ЗАО «ИТТ».

## Ингушские города-побратимы
В августе 2007 года было принято решение об учреждении статуса городов-побратимов между регионами Ингушетии и Венесуэлы.
10 мая 2015 года город воинской славы Малгобек и белорусский город Брест стали городами-побратимами.
2 сентября 2015 года в Китае состоялось подписание соглашения о побратимстве Магаса с китайским городом Дунъином провинции Шаньдун.
15 октября 2015 года столицы Ингушетии и Чечни Магас и Грозный подписали соглашение о побратимских связях.

## Нумизматика
- 25 февраля 2020 года Банк России выпустил в обращение памятную серебряную монету номиналом 3 рубля «250-летие вхождения Ингушетии в состав Российского государства»[238];